# موريتانيا
موريتانيا (رسميا: الجمهورية الإسلامية الموريتانية)، هي دولة ذات سيادة تقع في شمال غرب أفريقيا. يحدها المحيط الأطلسي من الغرب الصحراء الغربية (جزئيا تحت السيطرة المغربية) ومن الشمال والشمال الغربي، والجزائر من الشمال الشرقي، ومالي من الشرق والجنوب الشرقي، والسنغال من الجنوب الغربي. تحتل موريتانيا من حيث المساحة المرتبة الحادية عشرة في أفريقيا والثامنة والعشرين في العالم، وتقع 90٪ من أراضيها في الصحراء. يعيش معظم سكانها البالغ عددهم حوالي 4.3 مليون نسمة في المناطق المعتدلة جنوب البلاد، ويتركز ثلثهم تقريبًا في العاصمة وأكبر مدنها نواكشوط الواقعة على ساحل المحيط الأطلسي.
اشتق اسم (موريتانيا) من مملكة موريطنية الأمازيغية القديمة الواقعة في شمال إفريقيا داخل بلاد المغرب القديم. سكن الأمازيغ ما يعرف  اليوم بموريتانيا بداية من القرن الثالث الميلادي، ووصل العرب في عهد الخلافة الأموية إلى المنطقة في أواخر القرن السابع، ونشروا  الإسلام والثقافة واللغة العربية. استعمرت موريتانيا  من قبل فرنسا  في أوائل القرن العشرين كجزء من غرب أفريقيا الفرنسي، وحصلت على استقلالها في عام 1960، لكنها شهدت منذ ذلك الحين انقلابات متكررة وفترات من الحكم العسكري. وقع الانقلاب الأخير الذي قاده الجنرال محمد ولد عبد العزيز في عام 2008، حيث فاز في الانتخابات الرئاسية اللاحقة في عامي 2009 و2014. وخلفه محمد ولد الغزواني في أعقاب انتخابات 2019، والتي اعتبرت أول انتقال سلمي للسلطة في موريتانيا منذ الاستقلال.
ترتبط موريتانيا ثقافيًا وسياسيًا بالعالم العربي، وهي عضو في جامعة الدول العربية واللغة العربية هي اللغة الرسمية. الإسلام هو دين الدولة، وجميع السكان تقريبًا هم من المسلمين السنة، وعلى الرغم من هويته العربية السائدة، فإن المجتمع الموريتاني متعدد الأعراق. ويشكل البيضان أو ما يسمى بـ "المستنقعات البيضاء"، 30% من السكان، في حين يشكل الحراطين أو ما يسمى بـ "المستنقعات السوداء"، 40%. تعكس كلتا المجموعتين اندماج العرق واللغة والثقافة العربية والأمازيغية. أما الـ 30٪ المتبقية من السكان فتتألف من مجموعات عرقية مختلفة من جنوب الصحراء الكبرى.
على الرغم من امتلاك موريتانيا لموارد طبيعية وفيرة مثل خام الحديد والنفط، إلا أن موريتانيا لا تزال تعاني من الفقر، ويعتمد اقتصادها بشكل أساسي على الزراعة والثروة الحيوانية وصيد الأسماك. كثيرا ما تتعرض البلاد لانتقادات بسبب سجلها في مجال حقوق الإنسان، لا سيما فيما يتعلق باستمرار العبودية داخل المجتمع الموريتاني. ووفقا لمؤشر العبودية العالمي لعام 2018، هناك ما يقرب من 90 ألف شخص مستعبدين في موريتانيا، وهو ما يمثل 2.1٪ من السكان.

## أصل التسمية
المور، هو الاسم الذي أطلقه الأوروبيون على سكان المغرب العربي والأندلس والأمازيغ، كلمة موريتانيا تعني بلاد المور.
أطلق الفينيقيون اسم مورو على قبائل بدوية أمازيغية تقطن في الصحراء، اسم موريتانيا يرجع إلى العصر القرطاجي والروماني أطلق هذا الاسم على منطقة شمال إفريقيا كلها، وكانت هنالك دولتان قديمتان في شمال إفريقيا تحملان هذا الاسم هما موريتانيا القيصرية وموريتانيا الطنجية. وعندما برز المشروع الاستعماري الفرنسي في نهاية القرن التاسع عشر بعث هذا الاسم من جديد حيث اختاره قائد الحملة الفرنسية على البلاد كزافييه كابولاني إعادة إحياء اسم موريتانيا وأطلقه على هذه البلاد، ومعنى كلمة موريتانيا هو أرض الرجال السمر وقد كانت موريتانيا من قبل معروفة عند الرحالة العرب أهل المشرق بأسماء منها بلاد شنقيط وكذلك صحراء الملثمين وبلاد لمتونة، ومن أقدم التسميات التي وردت لدى الجغرافيين العرب «بلاد أنبية». أما عامة سكان البلاد فكانوا يسمونها «أرض البيضان» في مقابل أرض السودان الواقعة جنوبها.

## التاريخ

### موريتانيا قبل الإسلام

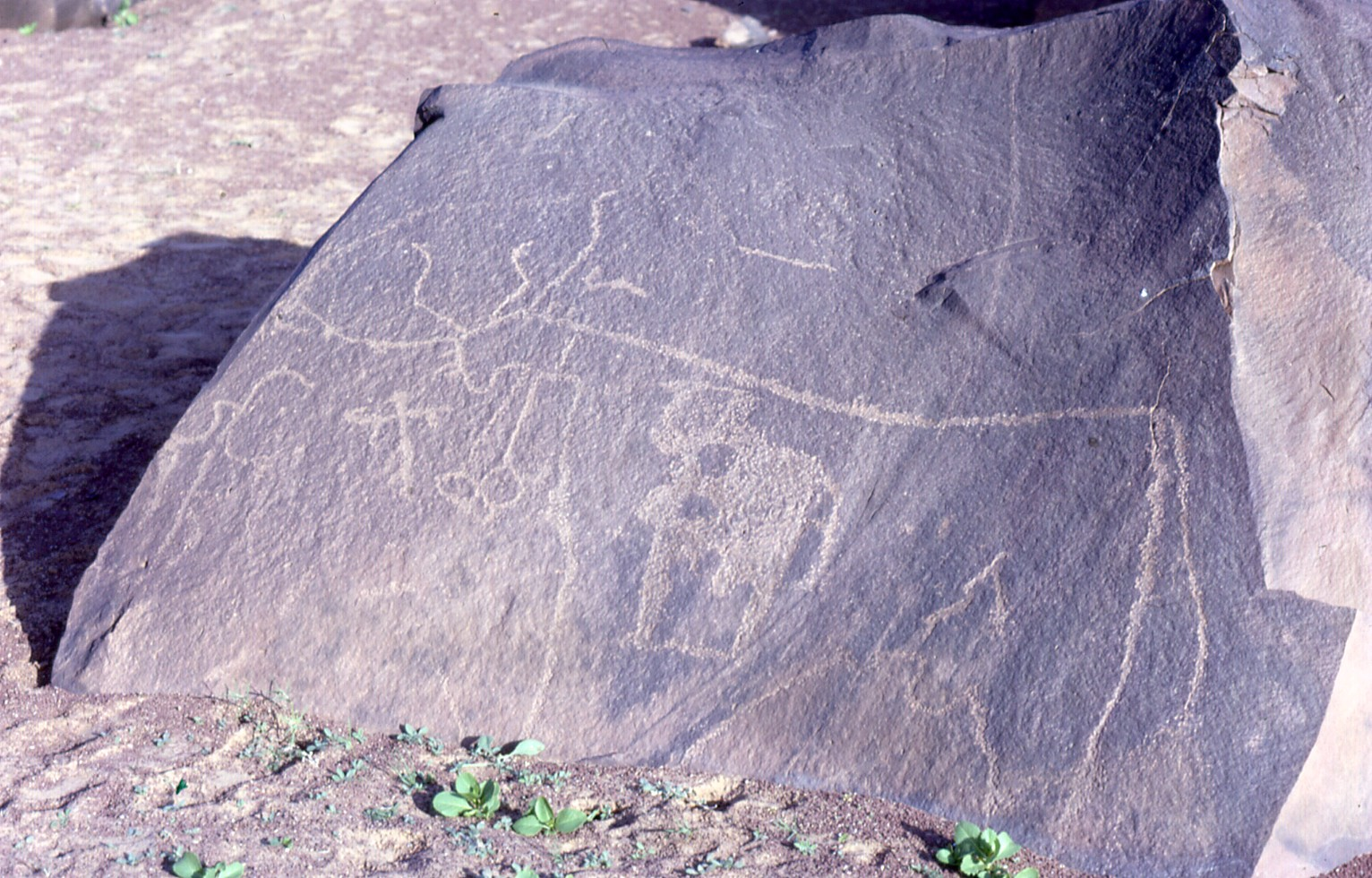
آثار من العصر الحجري في شرق موريتانيا.

لم تكن المنطقة المعروفة اليوم بموريتانية صحراوية منذ القدم، فالآثار المنقوشة على صخورها تبدو فيها أشكال مختلفة من الأدوات الّتي استعملها الإنسان القديم تؤكد أنّ البلاد كانت غنية بالمياه و كان بها أنهار جفت بمرور الزمن بفعل التغيرات المناخية اللاحقة فهجرها الإنسان نحو الشرق والجنوب إلى المناطق الأكثر خصوبة حيث كان الإنسان في العصر الحجري الحديث يعتمد أكثر على الزّراعة في تلك المنطقة. وفي العصر الحجري الوسيط استقرت بها قبائل من السودان قادمة من المناطق الجنوبية المحاذية للنهر والوسط وفي وقت لاحق استوطنتها قبائل أمازيغية متفرعة من صنهاجة دخلوا البلاد في القرن الثالث الميلادي وتكيفوا مع ظروف الصحراء وهنالك خلاف كبير بين المؤرخين في عروبتهم  حيث سيطروا على الطرق التجارية في الألفية الأولى بعد الميلاد ومنهم لمتونة في غربها بين منطقتي آدرار وتكانت وقبيلة إكدالة في جنوبها وتمتد حدود نفوذها إلى نهر السنغال وقبيلة مسوفة في شرقها وما زالت هذه الأسماء الثلاثة موجودة إلى اليوم مع تحريف بسيط في نطقها حيث تم تحريف كلمة مسوفة إلى مشظوف وهي من أعظم قبائل الشرق الموريتاني اليوم. وتمتد قبائل صنهاجة شرقا إلى مالي والنيجر وقد سيطرت ردحا من الزمن على طرق التجارة المارة بين سجلماسة في الشمال إلى أوداغست في الجنوب. وشكلت بذلك أول سكان موريتانيا حسب رأي الباحثين، وهو ما تؤيده الآثار الأركيولوجية المنتشرة بوفرة.

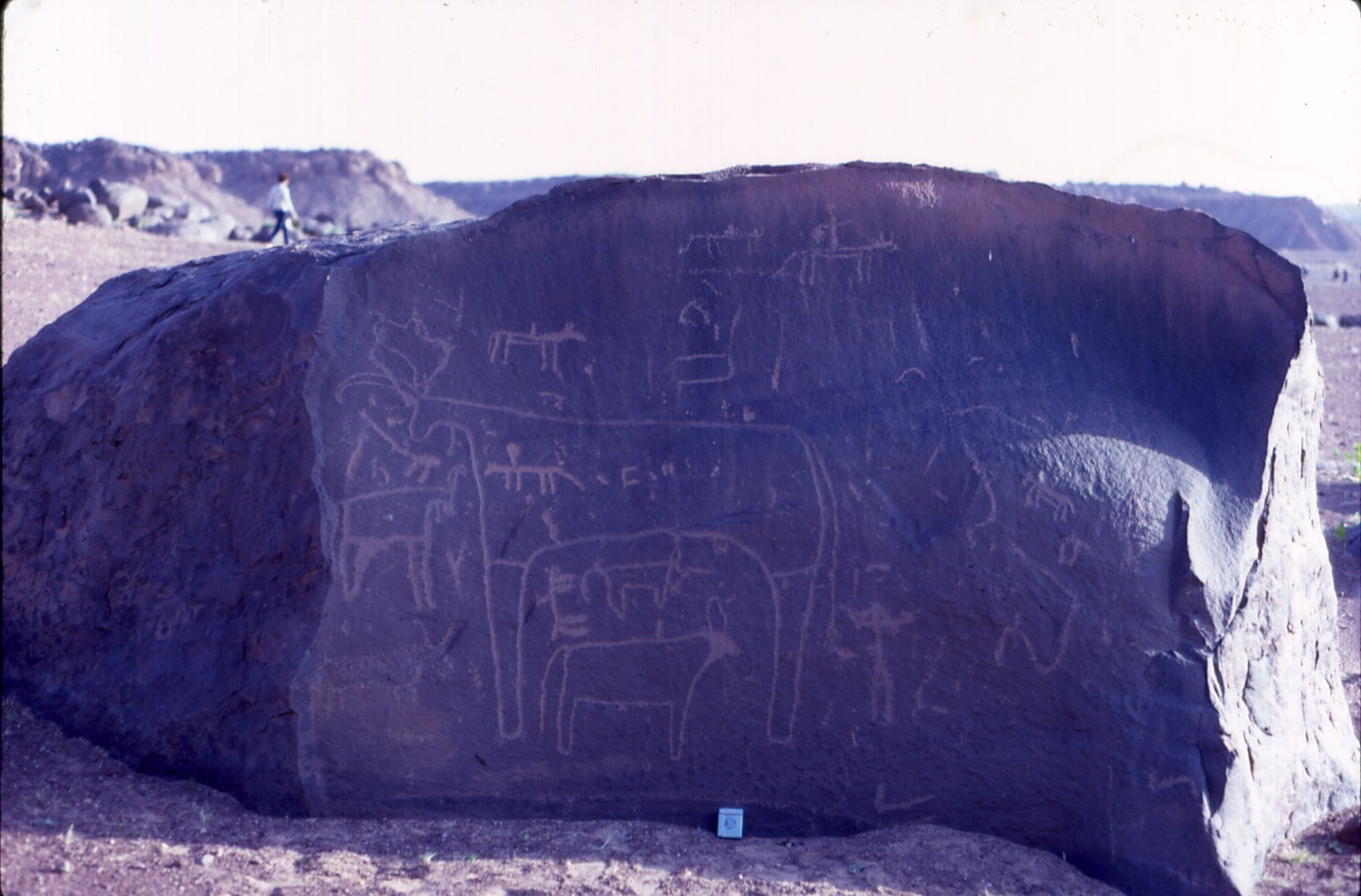
آثار من العصر الحجري في موريتانيا.

### الإسلام

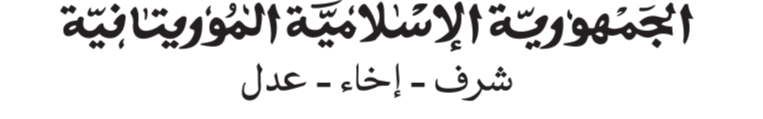
الجمهورية الإسلامية الموريتانية

ظهر الإسلام في موريتانيا أول مرة مطلع سنة 116 هـ (734 م) على أثر غزوة حبيب بن أبي عبيدة بن عقبة بن نافع للمغرب الأقصى في فترة ولاية عبيد الله بن الحبحاب للقيروان فاعتنق الملثمون الصنهاجيون الإسلام وكانت الرئاسة فيهم لقبيلة لمتونة وأسسوا ملكاً ضخماً توارثه ملوكهم وجاهدوا ملوك السودان في الجنوب، ومن أشهر ملوكهم تلاگاگين (222 هـ) وهو جد أبو بكر بن عمر ثم في فترة لاحقة تولى المُلك ابن تيفاويت اللمتوني لثلاث سنوات ثم انتقلت بعده إلى صهره يحيى بن إبراهيم الجدالي المؤسس الأول لدولة المرابطين

### الدولة المرابطية
خلال القرن الخامس والسادس الهجري في منطقة المغرب الإسلامي انبثقت دولة المرابطين من حركة دعوية إصلاحية إسلامية اعتمدت في بدايتها على العصبية الصنهاجية بعد التحام عدد من قبائلها الكبيرة. تحول هذا الالتحام إلى سند شعبي لم يلبث بدوره أن تحول إلى سند عسكري أفضى في النهاية إلى نشوء قوة إقليمية اقتصادية لسيطرة تلك القبائل على عدد من الطرق التجارية، إضافة إلى الروح الإسلامية الإصلاحية المبنية على اعتقاد مالكي سني، فسمت نفسها تسمية معبرة عن ذلك وهي «دولة الرباط والإصلاح». كان أول تحرّك عسكري للملثمين صوب قبيلة جدالة، وبعد إتمام ضم بقية القبائل الصنهاجية البدوية إلى دعوتهم تقدموا نحو الشمال لمواجهة الزناتيين المسيطرين على الخط التجاري الواصل بين الصحراء والأندلس، وكان دخول وسيطرة المرابطين على سجلماسة سنة 447هـ باكورة عملياتهم العسكرية الكبرى لتوحيد المغرب الإسلامي.
سيطرت الدولة الجديدة على رقعة جغرافية تمتد من المحيط الأطلسي غربًا وبلاد شنقيط وحوض نهر السنغال جنوبًا وهو مكان مخاض ميلاد الحركة، وامتدّت شرقًا لتحاذي إمبراطورية كانم وتزاحمها على بحيرة تشاد في الصحراء الكبرى. وامتد هذا المجال في الشمال مخترقا جبال الأطلس بتلالها وكبيرها ومتوسطها وصغيرها، وتجاوزت البحر المتوسط فشملت أجزاء من شبه الجزيرة الأيبيرية، وسيطرت على الأندلس. كانت تحدّ دولة المرابطين من الشمال ممالك قشتالة ونبرّة وأراغون، ومن الشرق إمارات بني زيري وبني حماد، وفي جنوب الصحراء بحكم الأمر الواقع، كل من ممالك بامبوك وبوري ولوبي وإمبراطوريتي مالي وغانا.

### العرب في موريتانيا
في بداية من القرن الخامس الهجري دخلت قبائل عربية البلاد. ثم في القرن السادس الهجري استقرت قبيلة بنو المعقل العربية بموريتانيا وقد جاءت من صعيد مصر ضمن الهجرة الهلالية الشهيرة إلى بلدان المغرب العربي لكنها واجهت معارضة شديدة من القبائل الأمازيغية والتي ما لبثت أن دانت للسلطان العربي وقد ساهم في إزالة المعارضة وحدة الدين حيث سبق الإسلام العرب إلى المنطقة. واختلطت المجموعتان مع الزمن وتشكل عرق منسجم من الأمازيغ والعرب وتشكلت أهم مجموعة بشرية على مر تاريخ موريتانيا من الأمازيغ والعرب، هي سكان موريتانيا الحاليون.
وقد كان المجتمع الموريتاني القديم ينقسم إلى طبقات هي (العرب / الزوايا / الحراطين / المعلمين/ آزناك) وكل طبقة كان لها دور تمتاز به عن الأخرى فالعرب تتولى الدفاع عن الدولة والزوايا تتولى العلم والتعليم، والحراطين يقومون بالزراعة والمعلمين يتولون الصناعة التقليدية ويطلق عليهم أحيانا الصناع.
وظل في موريتانيا سكان أفارقة ينقسمون إلى ثلاث مجموعات هي السوننكي، والبولار التي تنحدر من قبائل الفلان(الفلاتا)، والوولوف، كل له لغته، وقد كانت توجد فيهم أيضا طبقات هي (الأحرار، الأرقاء، والصناع)

### التاريخ الحديث
بدأ التاريخ الموريتاني الحديث من منتصف القرن التاسع عشر بعد الإتفاقيات التجارية لتصدير الصمغ التي أبرمها الفرنسيون
- 1932: انتهاء الكفاح المسلح ضد المستعمر بعد استشهاد الأمير سيد أحمد ولد أحمد عيدة أمير آدرار في معركة وديان الخروب.
- 1958: مؤتمر ألاگ[47] إعلان الجمهورية الإسلامية الموريتانية وإنشاء الجيش الموريتاني واختيار المختار ولد داداه رئيساً للوزراء.
- 28 نوفمبر 1960: إعلان الاستقلال عن فرنسا وأصبح المختار ولد داداه أول رئيس جمهورية لموريتانيا.
- 1960 – 1978 فترة الرئيس المختار ولد داداه رئيسا للجمهورية التي وقعت في نهايتها حرب الصحراء الغربية
- 1979: انسحاب موريتانيا من الصحراء الغربية.
- 1978 – 1984: عرفت البلاد فترة من عدم الاستقرار السياسي حيث تتالت الانقلابات.
- 1984: استولى العقيد معاوية ولد سيدي أحمد الطايع وهو رئيس أركان الجيش على السلطة وتم انتخابه رئيساً لموريتانيا سنة 1992 ثم إعادة انتخابه سنة 1997.
- 1989: توتر العلاقات مع السنغال وطرد كل من البلدين لجالية البلد الآخر.توسع المرابطين شمالاً وجنوبًا.

توسع المرابطين شمالاً وجنوبًا.

- 1991: وضع دستور جديد نص على نظام التعددية الحزبية.
- 3 أغسطس 2005: أُطيح بنظام الرئيس ولد الطايع[48][49]
- 6 أغسطس 2008: نفذ قادة الأجهزة العسكرية الرئيسية في موريتانيا بقياد الجنرال محمد ولد عبد العزيز قائد كتيبة الحرس الرئاسي ومدير الديوان العسكري لرئيس الجمهورية انقلاباً عسكرياً على الرئيس المدني المنتخب سيدي محمد ولد الشيخ عبد الله[50]
- 20 يوليو 2017: التعديلات الدستورية المقترحة التي وافق عليها مجلس النواب ولم يوافق عليها بعض أعضاء مجلس الشيوخ مما أدى إلى استفتاء شعبي كبير  انطلقت حملته من 20 يوليو 2017 إلى 5 أغسطس 2017 ومن أهم التعديلات تغيير العلم الموريتاني والنشيد و إلغاء مجلس الشيوخ.
- 22 يوليو 2019: انتخاب الرئيس محمد الغزواني رئيسًا للبلاد.

## الجغرافيا
تقع موريتانيا بين خطي طول 10 ° إلى 28° شرقاً وبين دائرتي عرض 15.52° إلى 18.15° شمالاً. تبلغ مساحتها 1,030,700 كم² وهي أقصى دولة عربية ومغاربية فإن لها حدودا برية طويلة مع مالي والجزائر ومنطقة الصحراء الغربية المتنازع عليها ويفصلها عن السنغال نهر السنغال والسنغال هي كلمة محرفة عن صنهاجة السكان الأصليين لموريتانيا كما أن لها شاطئ يبلغ طوله أكثر من 700 كم.

### الحدود البرية
- اجمالي طول الحدود البرية: 5074 كم

 الجزائر 473 كم
 مالي 2237 كم
 الصحراء الغربية: 1561 كم
 السنغال 463 كم
- الشريط الساحلي: 754 كم

### التضاريس

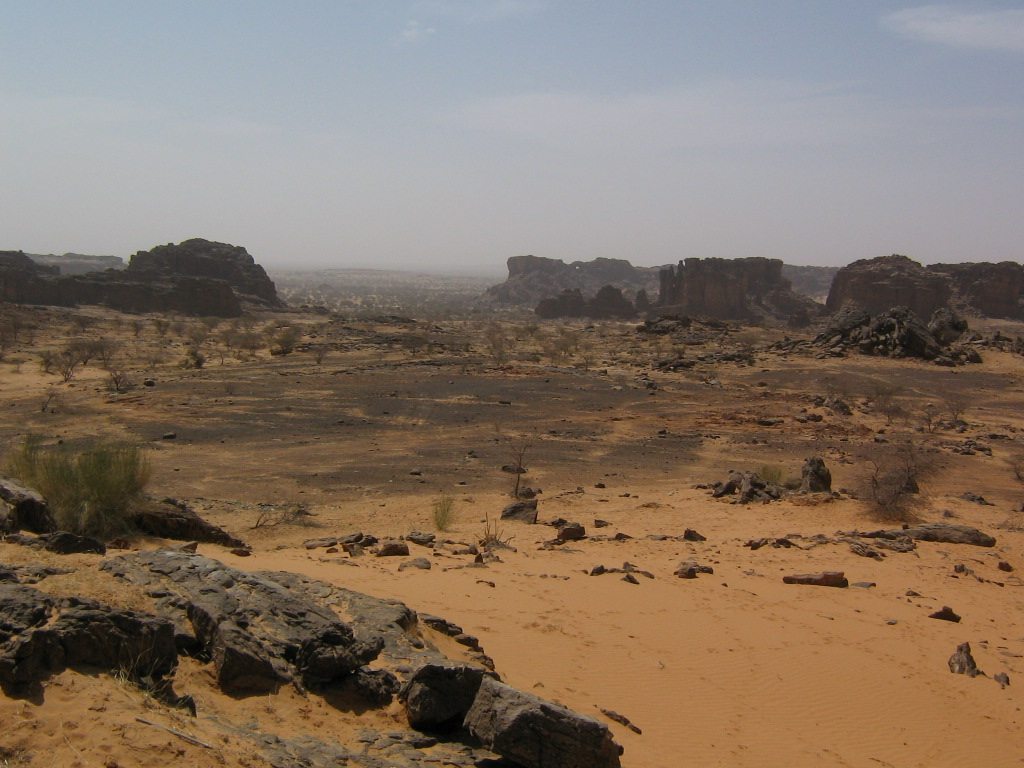

تتكون التضاريس في موريتانيا أساساً من سلاسل جبلية وأحواض صخرية وسهول رملية تمتد على مساحات شاسعة كما توجد بعض القمم الصخرية يسميها السكان المحليون «الكلابة» (كاف معقودة تنطق كالجيم المصرية) وهي جبال متوسطة الارتفاع يبلغ أعلاها، مرتفع كدية الجل، 950 متراً في ولاية تيرس زمور ومرتفع أشتف في ولاية تكانت وسلسلة جبال لعصابة ويمكن تقسيم التضاريس إلى عدة أقسام:

سلسلة الجبال الموريتانية وهي سلسلة جبلية وسط البلاد تبدأ من جنوب ولاية إينشيري ممتدة باتجاه الجنوب وحتى الحدود المالية.

سلسلة جبال ظهر الرگيبات: وتغطي كامل الشمال الموريتاني وأجزاء من ولاية آدرار.

الأحواض الصخرية:وهي شبه أحواض صخرية تغطي أجزاء من منطقة لعصابة وكامل منطقة الحوض في الجنوب الشرقي.

حوض تاودني: وهي رسوبيات عميقة إلى الشرق معروفة جيولوجيا ب (Taoudeni Basin) تتحرك على سطحها عروق رملية تعرف بالمجابات الكبرى.

منطقة شمامة: وهي المنطقة الخصبة أو الضفة الشمالية المحاذية لنهر السنغال الذي يشكل الحدود الطبيعية مع السنغال.

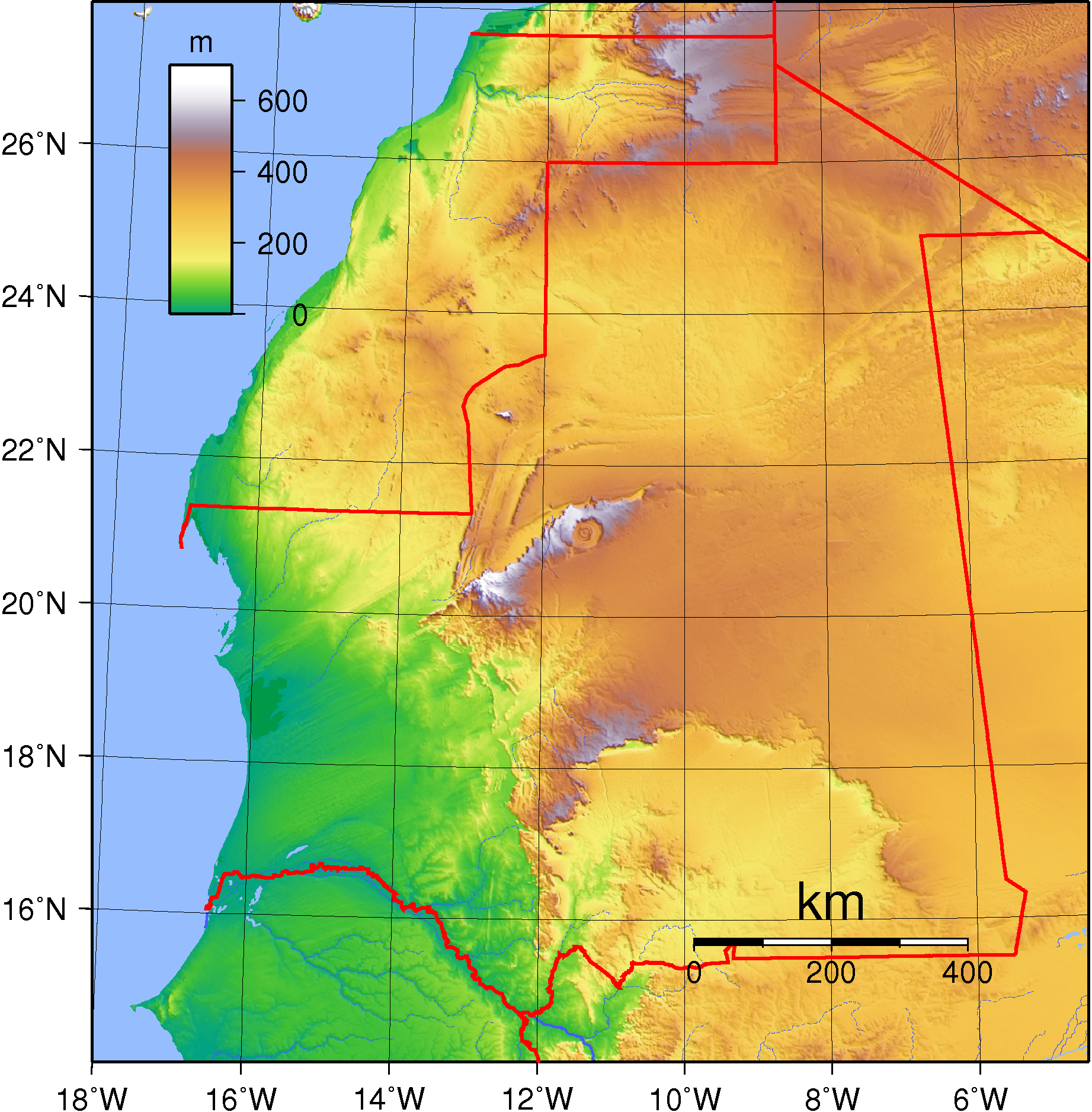
خريطة أرضية لموريتانيا

### البيئة
- حوض آركين
- حفرة الريشات

### المناخ
تقع موريتانيا في المنطقة شمال خط الاستواء حيث تندر الأمطار وترتفع درجة الحرارة، المناخ عموماً صحراوي حار وجاف في معظم شهور السنة، حيث أن درجة الحرارة في فصل الصيف تبلغ أحيانًا ما بين 27 و 42 درجة مئوية خصوصاً في المناطق البعيدة عن البحر، باستثناء فترات معينة حيث يعمل التيار الكناري القادم من الشمال الغربي على خفض درجات الحرارة في المساء وفي الليل خصوصاً في المناطق المحاذية للمحيط الأطلسي حيث تنخفض إلى أقل من 20 درجة في اليوم، مثل مدينة نواذيبو الساحلية، أما في المناطق الجنوبية والجنوبية الشرقية فهي ذات مناخ مداري حار ممطر صيفاً (300-400 ملم) دافئ جاف شتاء وتتراوح درجات الحراة فيه ما بين 12 و28 مئوية، أما في المناطق الشمالية والتي تضم ولايات إينشيري وآدرار وتيرس والأجزاء الشمالية من تكانت والحوض الشرقي فإن الجو صحراوي وجاف بامتياز حيث أن درجة الحرارة مرتفعة صيفًا ومنخفضة شتاء إضافة إلى العواصف الرملية الكثيرة والأمطار القليلة.

## الاقتصاد
تنتمي موريتانيا بحسب التصنيف الاقتصادي المعتمد من قبل الأمم المتحدة إلى مجموعة البلدان السائرة في طريق النمو والمنتمية إلى ما يعرف بـ«العالم الثالث»

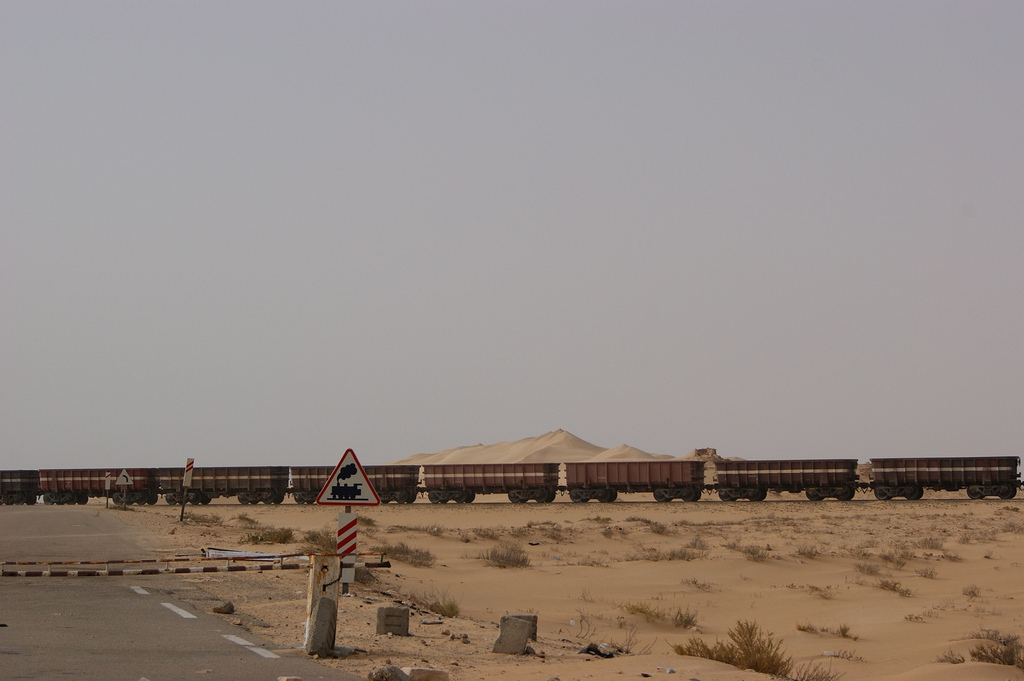
قطار ينقل معادن خام عبر الصحراء من الزويرات إلى ميناء نواذيبو للتصدير.

وبالنسبة إلى الاقتصاد الموريتاني فإضافة إلى عدم مواتاة الوسط الطبيعي سواء ما تعلق بمظاهر السطح أو المناخ فإن هذا الاقتصاد يعاني من اختلالات هيكلية بنيوية تعيق نموه في الوقت الراهن يكمن البعض منها في ضعف الأنشطة الفلاحية بشقيها الزراعي والرعوي إضافة إلى غياب سياسة اقتصادية محكمة فيما يتعلق بالشق المتعلق بالمعادن. ويعتبر الصيد من أهم ركائز هذا الاقتصاد:

### الصيد
تعتبر موريتانيا إحدى الدول المهمة في مجال الصيد البحري لما تتوفر عليه من ميزات طبيعية جعلتها في مصاف البلدان المنتجة للأسماك فهي تتوفر على شاطئ ممتد على المحيط الأطلسي يبلغ طوله نحو 750 كلم وتتلاقى في مياهها الإقليمية التيارات البحرية الدافئة والساخنة الأمر الذي هيأ لمياهها أن تكون مأوى لكثير من الأسماك والأحياء المائية التي تهاجر في معظم فصول السنة من مناطق أخرى للحياة والتكاثر في مياهها الفريدة من نوعها. وسبب تلاقي التيارات هذا هو وجود جرف قاري عريض يصل إلى (80) ميلاً في بعض الأحيان يهيئ توافر كميات كبيرة من الأسماك ذات الجودة العالية طوال فصول السنة، إلى جانب وجود بيئة بحرية في قاع المحيط ملائمة لغذاء وتوالد الأسماك، ومع ذلك فإن اهتمام السلطات الموريتانية بقطاع الصيد البحري حديث جداً إذ ظل القطاع يدار بصورة عشوائية غير مخططة حتى تبنت السلطات سياسة جديدة للصيد استهدفت دمج القطاع في الاقتصاد الوطني للبلاد فأنشأت شركات للصيد البحري وأقيمت مصانع أرضية للتجميد والتخزين السمكيين كما تم سن القوانين والتشريعات التي تنظم استغلال هذه الثروة الوطنية الكبيرة كما تم تشجيع القطاع الخاص على حيازة بواخر للصيد الكبير بحيث نتج عن ذلك ارتفاع قيمة صادرات البلاد من الأسماك من مليار واحد من الأوقية سنة 1978 إلى 30 مليار أوقية سنة 1986 وذلك بواقع 70% من القيمة الإجمالية للصادرات، ومنذ ذلك الحين أصبح قطاع الصيد البحري أحد أهم القطاعات المشاركة في تنمية البلاد وحصولها على العملات الصعبة، على الرغم من محدودية الإمكانيات التصنيعية لدي موريتانيا وما تواجهه ثروتها من نهب من طرف أساطيل أجنبية يتم تصدير ملايين الأطنان سنوياً إلى جميع أنحاء العالم، فإضافة إلى الصين واليابان فإن الاتحاد الأوروبي يعتبر المستورد الرئيسي للأسماك الموريتانية بحوالي 7340 طن في السنة.

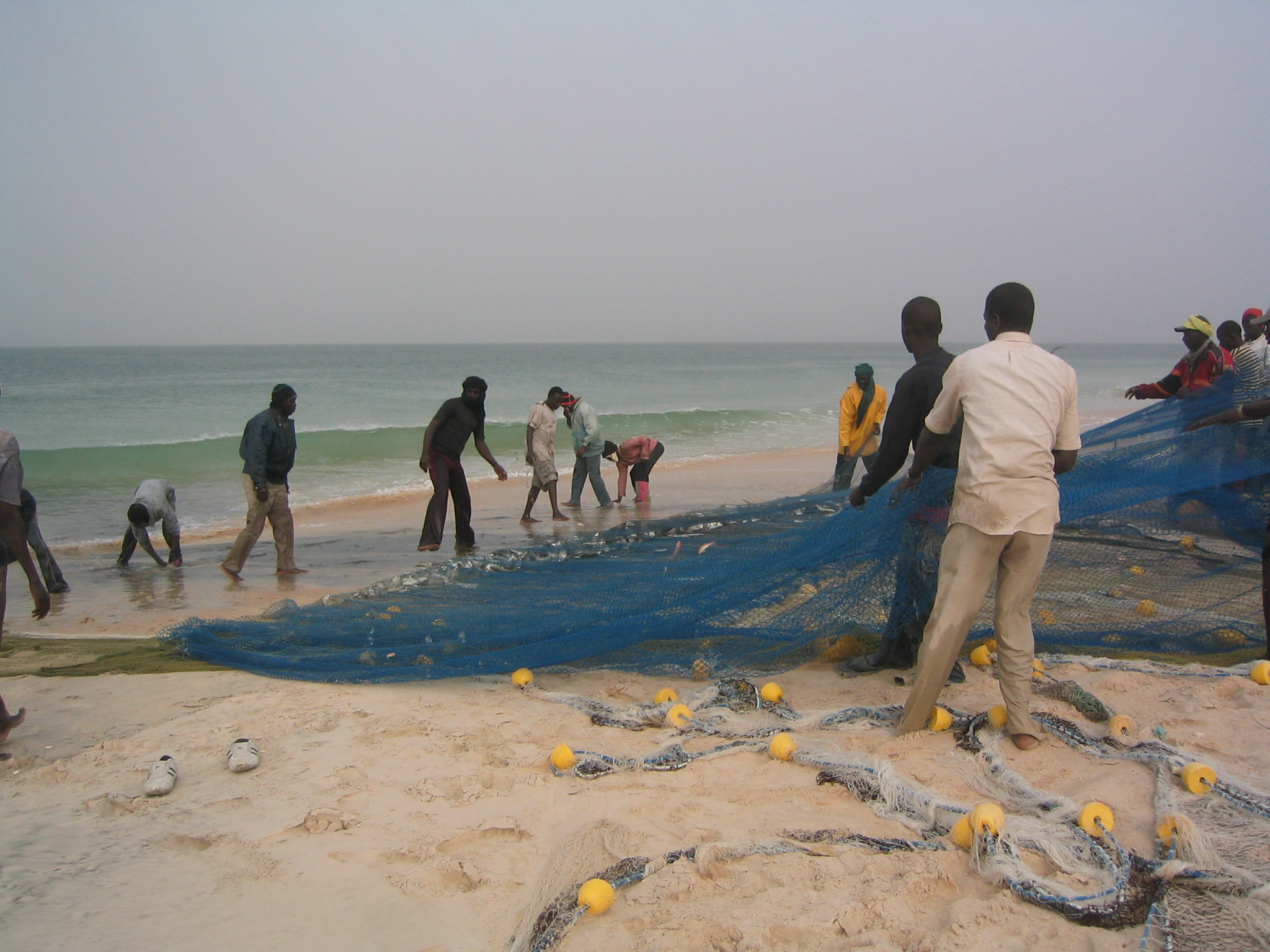
صيادون تقليديون في موريتانيا

### المعادن
تمتاز موريتانيا بتنوع ثروتها المعدنية من حديد ونحاس وجبس وفوسفات وغيرها وتساهم الثروات الطبيعية الهائلة مساهمة فعالة في تكوين رأس المال الوطني وفي تطوير البلاد ودفع عجلة النمو فيها سواء عن طريق الإسهام في حل المشاكل الاجتماعية القائمة خصوصا في مجال العمالة والتشغيل أو للاعتماد عليها كمصدر للحصول على العملات الصعبة التي تحتاج إليها البلاد.

#### الحديد
في عقد الخمسينات من القرن العشرين قبيل الاستقلال بدأ استغلال مناجم الحديد في الشمال في منطقة بطاح الزويرات من قبل شركة حديد موريتانيا ميفارما التي صدرت أولى شحناتها من تلك الخامات سنة 1963 م، وهو من النوع الجيد حيث تمثل نسبة التركيز فيه 80,64%، وقد انتقلت حقوق امتيازه من ميفارما بعد تأميمها إلى الشركة الوطنية للصناعة والمعادن سنيم والتي باشرت الإنتاج من حينها حيث وصل إنتاجها في بعض السنوات إلى 12مليون طن من الحديد الخام.

#### النحاس
وقد آزر هذا المنجم منجم آخر للنحاس في منطقة أكجوجت ولكنه عرف صعوبات مالية سببت توقفه عن الإنتاج منذ منتصف السبعينات ليحل محله استخلاص الذهب من تلك الخامات في الوقت الراهن، وقد وصل إنتاجها إلى ذروته سنة 1970 حين وصل على 2,870طن. وتتواصل عمليات التفتيش والمسح الجيولوجي للبحث عن المعادن في البلاد ولقد ثبت من خلال البحوث التي تقوم بها الهيئات العلمية وهيئات التفتيش وجود دلائل ونتائج مشجعة كان آخرها ما أعلنه مكتب البحوث الجيولوجي عن اكتشاف كميات من الذهب في الشمال ووجود دلالات مشجعة في الجنوب.

#### الذهب
تتمتع موريتانيا باحتياطي جيد من الذهب حيث أنه يوجد 8 مناجم ذهب رئيسية في البلاد وتتواصل عمليات البحث والتنقيب عن مناجم جديدة وحاليا يوجد منجم نحاس وذهب مشتركين حيث في هذا المنجم يستخرج النحاس والذهب على شكل صخور وبعد ذلك تفصل، وأكبر هذه المناجم هو منجم تازيازت لاستخراج الذهب وهو منجم في الفضاء المفتوح يقع شمال غرب موريتانيا على بعد 300 كيلومتر شمال العاصمة نواكشوط وقد بدأت تازيازت التي تملك أغلب اسهمها شركة «كينروس» الكندية عملياتها التجارية في 2008 وقد بدأت في توسعة منجم الذهب ليصبح ثاني أكبر منجم ذهب في العالم.

#### الغاز
اكتشفت كميات كبيرة من الغاز في حقل بير الله وأحميم في السنوات الأخيرة ومن المتوقع أن يبدأ تصديره رسميا مع نهاية العام 2024.

#### الهيدروجين الأخضر
حيث تم اكتشاف كميات كبيرة من الطاقعة البديلة والهيدروجين الأخضر.

### الزراعة
ما يزال النشاط الزراعي يمثل أهم النشاطات الاقتصادية التي تستوعب شريحة عريضة من السكان المحليين إذ تتجاوز نسبة المشتغلين بالقطاع نسبة 53% من القوى العاملة حسب المتوافر من الإحصاءات ولا تزال السمة البدائية هي الغالبة على الممارس من حيث النشاط الزراعي رغم دخول أنماط من الزراعات الحديثة إلى هذا الحقل مثل زراعة الأرز في ضفة نهر السنغال وكذلك الخضروات وأشجار الفاكهة. وقد كان هذا القطاع أكثر القطاعات الاقتصادية تضرراً بظروف الجفاف الذي اجتاح البلاد في عقد السبعينات مما أسهم في تراجعه إضافة على صعوبة الظروف المناخية المكتنفة لهذا النشاط.

### أنماط الزراعة المحلية
- الزراعة المطرية: وتتم أساسا في المناطق الساحلية في الجنوب الشرقي وفي المناطق التي لا تصل إليها الفيضانات بمحاذاة النهر وتبدأ هذه الزراعة مع هطول الأمطار وتنتهي في شهر ديسمبر.
- الزراعة الفيضية: وتمارس في المناطق التي يصل إليها فيضان النهر وفي مناطق الوديان حيث تبدأ الزراعة عند تراجع المياه ومن الملاحظ أن المزارعين لا يتبنون هنا نظام الأراضي البور وإنما يخضعون القطع بكاملها للزراعة على مدار السنة مما يسمح بإنتاج زراعى متنوع وتشمل المناطق الفيضية إضافة إلى ضفاف النهر مناطق أخرى مثل تامورت انعاج بولاية تكانت ويغرف ب آدرار وأهم المحاصيل المزروعة عبر النمطين السابقين هي الذرة البيضاء والدخن والذرة الصفراء والفول السوداني إضافة إلى الخضروات.
- الزراعة في الواحات: لا تزال الواحات في البلاد هي مهد زراعة النخيل بالدرجة الأولى ويمكن بهذا الخصوص التمييز بين نوعين من النخيل: نوع ينمو بصورة طبيعية، ونوع آخر يغرس وتسقى الواحة بواسطة عيون وآبار تنساب مياهها عبر جداول صغيرة وتنتج النخلة في الظروف المواتية حوالي 100 كلغ سنوياً من التمر.

## النقل والمواصلات

### النقل الجوي
في يونيو 2016 افتتحت الحكومة الموريتانية أكبر مشروع جوي في الدولة والذي يتجلى في مشروع مطار نواكشوط أم التونسي الدولي.

## التقسيمات الإدارية
تتكون البيروقراطية الحكومية من وزارات تقليدية ووكالات خاصة وشركات شبه حكومية. تقود وزارة الداخلية نظامًا من المحافظين الإقليميين والمحافظات على غرار النظام الفرنسي للإدارة المحلية. بموجب هذا النظام، تنقسم موريتانيا إلى 15 منطقة (ولاية أو مناطق).
تتركز السيطرة بإحكام في الفرع التنفيذي للحكومة المركزية، لكن سلسلة من الانتخابات الوطنية والبلدية منذ عام 1992 أنتجت قدرًا محدودًا من اللامركزية. تنقسم هذه المناطق إلى 44 دائرة (منطقة). المناطق ومنطقة العاصمة (حسب الترتيب الأبجدي) وعواصمها هي:-
| الرقم (المفتاح) | الاسم               | المساحة (كيلومتر مربع) | عدد السكان (2013) | العاصمة  |
| --------------- | ------------------- | ---------------------- | ----------------- | -------- |
| 1               | ولاية أدرار         | 215,300                | 71,502            | اطار     |
| 2               | ولاية العصابة       | 36,600                 | 234,527           | كيفة     |
| 3               | ولاية البراكنة      | 33,800                 | 141,597           | ألاك     |
| 4               | ولاية داخلة نواذيبو | 22,300                 | 104,022           | نواذيبو  |
| 5               | ولاية كوركول        | 13,600                 | 268,683           | كيهيدي   |
| 6               | ولاية غيديماغا      | 10,300                 | 177,707           | سيليبابي |
| 7               | ولاية الحوض الشرقي  | 182,700                | 320,406           | النعمة   |
| 8               | ولاية الحوض الغربي  | 53,400                 | 238,243           | لعيون    |
| 9               | ولاية إينشيري       | 46,800                 | 11,500            | أكجوجت   |
| 10              | ولاية نواكشوط       | 1000                   | 881,000           | نواكشوط  |
| 11              | ولاية تكانت         | 95,200                 | 79,650            | تجكجة    |
| 12              | ولاية تيرس زمور     | 252,900                | 41,121            | الزويرات |
| 13              | ولاية الترارزة      | 67,800                 | 282,837           | روصو     |

## التركيبة السكانية
بلغ عدد سكان موريتانيا حسب تقدير عام 2023 نحو 4,475,683 نسمة.

### الأعراق
- 80% عرب (البيضان) والعرب الحراطين وتشترك هاتان العرقيتان في أنهما تتكلمان نفس اللهجة العربية (الحسانية).[بحاجة لمصدر]
- 22% أفارقة سود وعرب وتضم هذه المجموعة الولوف، السننكي، البولار.[بحاجة لمصدر]

الناظر إلى موريتانيا يجد موقعًا جغرافيا مناسبًا لخلق شعب مزيج بين الأفارقة السود في جنوب القارة والشعوب البيضاء في الشمال. وفعلاً شكلت موريتانيا عبر العصور نقطة وصل وجسراً تجارياً ربط ما بين الشمال والغرب الإفريقيين وتشكل في تجارة القوافل بين تمبكتُو وسجلماسة، إلا أن الشعبين لم يمتزجا،[بحاجة لمصدر] وإنما نشأ في المنطقة تجمع سكاني ذو ثقافتين متعايشتين ويجمعهما الإسلام.
في بداية القرن الحادي والعشرين ما زالت موريتانيا مقسمة إلى مجموعتين سكانيتين هما البيضان والأفارقة ذو البشرة السمراء، تعيشان معا في المدن الكبرى، ويسكن الأفارقة، الذين تعود أصول معظمهم لدولة السنغال رغم تجنسهم موريتانيين، تقليديا بمحاذاة النهر لأنهم مزارعون بينما يوجد البيضان في المناطق الأخرى لأنهم في الأصل بدو حيث أن بقية البلاد صحراوية أو شبه صحراوية.
وفيما يبدو فإن الإسلام، القاسم المشترك، والتعايش التاريخي يحتويان كثيراً من الفروق الكامنة بين مكوني هذا الشعب.

### اللغة
العربية هي اللغة الرسمية حسب الدستور الموريتاني، رغم أن اللغة الفرنسية هي اللغة السائدة في الدوائر الحكومية، واللغة الإنجليزية قليلة الانتشار.
اللغة الإسبانية أقل إنتشارا.

### اللهجات
- الحسانية: وهي اللهجة العربية السائدة في موريتانيا وهي من أقرب اللهجات إلى الفصحى.
- لهجة آزناك: وهي لهجة أمازيغية شبه منقرضة كانت في الأصل لغة القبائل الأمازيغية الموريتانية، ولا يتحدثها الآن سوى مئات في أقصى غرب موريتانيا.
- الولوفية: هي ذاتها اللهجة الزنجية السائدة في السنغال وتتكلمها أقلية قبيلة الولف السنغالية المتجنّسة في موريتانيا.
- البولارية: لهجة زنجية تتكلمها أقلية قبيلة البولار (الفولاني).
- السوننكية: لهجة زنجية تتكلمها أقلية قبيلة السونونكي (السراغولي).
- البمبارية هي ذاتها اللهجة الزنجية السائدة في دولة مالي ويتكلمها القليل من السكان في المناطق الموريتانية المحاذية لمالي.
- الفرنسية: تتكلمها أقلية من الوافدين السنغاليين والماليّين.

### الدين

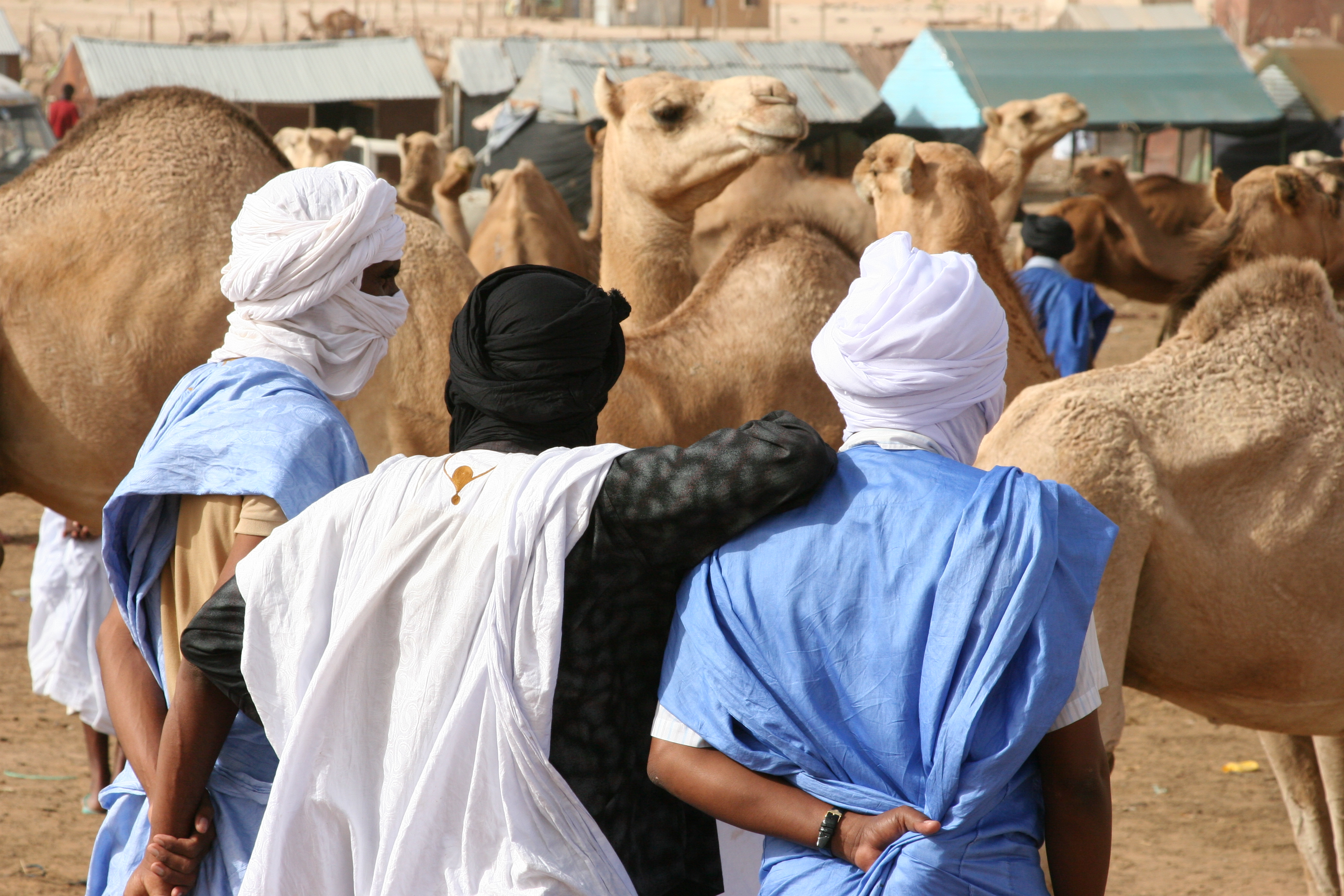
سوق الإبل في نواكشوط

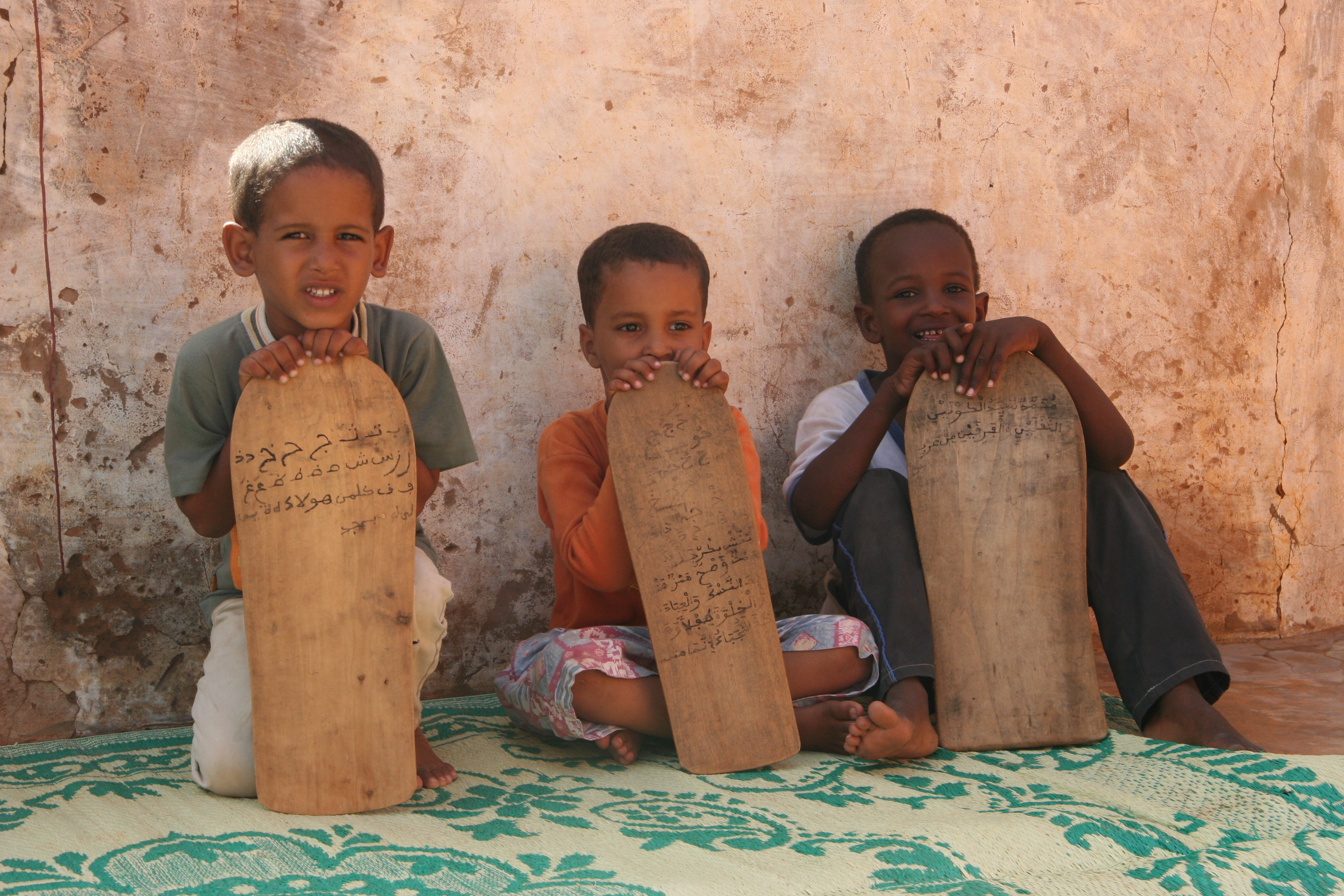
مدرسة قرآنية

الإسلام هو الدين الذي يعتنقه جميع السكان بنسبة 100%، على المذهب السني، مع اختيار أغلبهم للفقه المالكي والعقيدة الأشعرية. ولا وجود لأي ديانة أخرى بين المواطنين الموريتانيين، غير أنه توجد جاليات مسيحية سنغالية ومالية كبيرة تعيش في البلاد وخاصة المدن الكبرى كالعاصمة نواكشوط. ويمارسون ديانتهم بكل حرية في الأماكن المخصصة لها.

### الصحة
متوسط العمر المتوقع عند الولادة 61.14 سنة (2011 تقدير). نصيب الفرد من الإنفاق على الصحة 43 دولار أمريكي (PPP) في عام 2004، وكان الإنفاق العام 2٪ من الناتج المحلي الإجمالي في عام 2004 والخاص 0.9٪ من الناتج المحلي الإجمالي في عام 2004. في أوائل القرن 21، كان هناك 11 طبيبا لكل 100،000 شخص. وفيات الرضع هو 60.42 وفاة / 1،000 ولادة حية (2011 تقدير).
معدل السمنة بين النساء الموريتانيات عالية، وربما يرجع ذلك جزئيا إلى المعايير المحلية من الجمال، والتي تعتبر فيها النساء البدينات جميلة في حين تسمى المرأة الغير بدينة أحيانا باسم «مريضا».
في 18 كانون الثاني 2011، أصدر قادة الإسلامية الموريتانية فتوى بشأن الشريعة الإسلامية، تحظر تشويه الأعضاء التناسلية للإناث.

### العطلات والأعياد الرسمية
| التاريخ       | المناسبة             | ملاحظات              | الدوام الرسمي |
| ------------- | -------------------- | -------------------- | ------------- |
| 10 ذو الحجة   | عيد الأضحى           | حسب التقويم الهجري   | عطلة          |
| 1 شوال        | عيد الفطر            | حسب التقويم الهجري   | عطلة          |
| 1 محرم        | رأس السنة الهجرية    | حسب التقويم الهجري   | عطلة          |
| 12 ربيع الأول | عيد المولد النبوي    | حسب التقويم الهجري   | عطلة          |
| 28 نوفمبر     | عيد الاستقلال الوطني | حسب التقويم الميلادي | عطلة          |
| 1 مايو        | عيد العمال           | حسب التقويم الميلادي | عطلة          |
| 25 مايو       | عيد الوحدة الأفريقي  | حسب التقويم الميلادي | عطلة          |
| 1 جانفي       | عيد رأس السنة        | حسب التقويم الميلادي | عطلة          |

## السياسة والتاريخ الحديث

### حكم ولد الطايع (1984-2005)

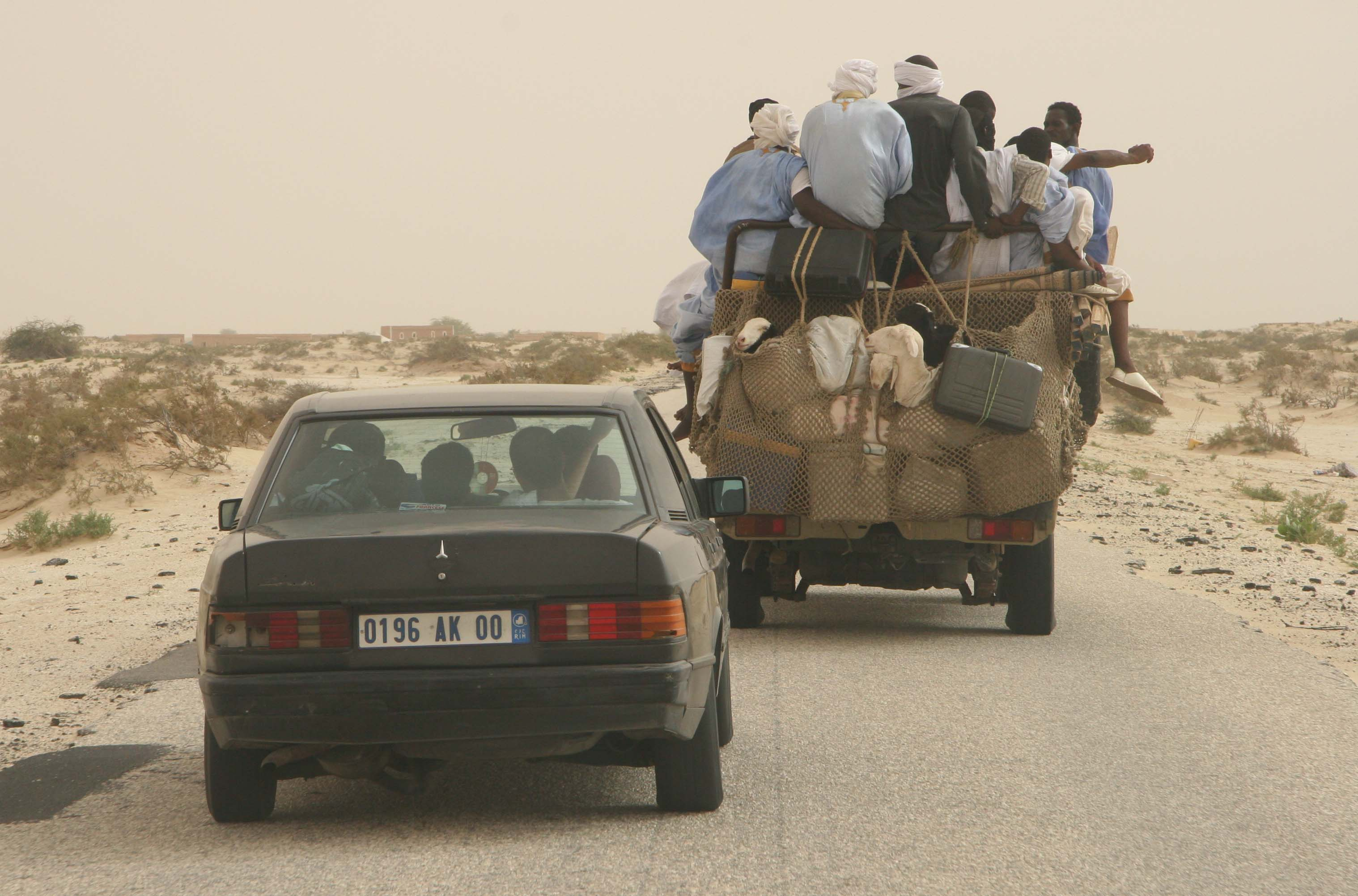
الطريق من نواكشوط إلى الحدود الموريتانية السنغال جنوب شرقي

في عام 1984، أُطيح بالرئيس هيداله من قِبَل العقيد معاوية ولد سيدي أحمد الطايع، الذي كان مع الحفاظ على السيطرة العسكرية الضيقة، خففت المناخ السياسي. خاضعة للإشراف ولد الطايع الموقف المؤيد الجزائري السابق في موريتانيا، وإعادة تأسيس العلاقات مع المغرب في أواخر 1980. أنه تعمقت هذه العلاقات خلال أواخر عام 1999 وأوائل عام 2000 كجزء من حملة في موريتانيا لجذب الدعم من الدول الغربية والدول العربية المتحالفة مع الغرب. وقد ألغت موريتانيا إعترافها الغربية حكومة المنفى الصحراء البوليساريو، ويبقى على علاقة جيدة مع الجزائر. موقفه من نزاع الصحراء الغربية، منذ عام 1980، واحدة من الحياد الصارم.
المرسوم 83.127، سن 5 يونيو 1983، بدأت عملية تأميم جميع الأراضي التي لا يوجد وضوح حول ممتلكات صاحب موثقة، وبالتالي إلغاء النظام التقليدي لحيازة الأراضي. واستند تأميم محتمل على مفهوم «أرض الموتى»، أي الممتلكات التي لم يتم تطويرها أو التي لا يمكن أن ينظر إلى التنمية واضحة. وكان تأثير عملية مصادرة الحكومة لأراضي الرعي المجتمعية التقليدية.
الأحزاب السياسية غير شرعية خلال فترة الحكم العسكري، وشرعت مرة أخرى في عام 1991. بحلول أبريل 1992، وعاد الحكم المدني، قد تم الاعتراف بها 16 حزبا سياسيا كبيرا، وكانت الأحزاب السياسية الرئيسية 12 نشاطا في عام 2004. والحزب الديمقراطي الهيئة الجمهورية وآخرون الاجتماعية ( PRDS )، قاد سابقا من قبل الرئيس معاوية ولد سيدي أحمد الطايع، هيمن على الساحة السياسية الموريتانية بعد الانتخابات الأولى المتعددة الأحزاب في البلاد في أبريل 1992، بعد موافقة استفتاء الدستور الحالي في يوليو 1991. فاز الرئيس ولد الطايع في انتخابات 1992 و1997. وقاطعت معظم أحزاب المعارضة الانتخابات التشريعية الأولى في 1992. منذ ما يقرب من عقد من الزمان سيطر على البرلمان من قبل PRDS. شاركت المعارضة في الانتخابات البلدية في يناير وفبراير عام 1994، وانتخابات مجلس الشيوخ لاحقا - كان آخرها في نيسان 2004 - وحصل على تمثيل على المستوى المحلي، فضلا عن ثلاثة مقاعد في مجلس الشيوخ.
وقد تميزت هذه الفترة من العنف العرقي واسعة النطاق وانتهاكات حقوق الإنسان. بين عامي 1990 و1991، استغرق حملة من العنف الشديد وخاصة في مواجهة خلفية من التعريب، والتدخل مع جمعية حقوق السود '، ونزع الملكية، الإغتراب والعبودية. كان معظمهم من السود العبيد.
في أكتوبر 1987، كشفت الحكومة زعم انقلاب مؤقت من قبل مجموعة من ضباط الجيش الأسود المدعومة وفقا للسلطات، من السنغال. ألقي القبض على واحد وخمسين ضابطا وتعريضهم للاستجواب والتعذيب. وكانت التوترات العرقية مع اشتداد المحفز لحرب الحدود بين موريتانيا والسنغال، والتي بدأت نتيجة لصراع بين الرعاة في دياوارا الموريتانية مغاربي والمزارعين السنغاليين على حقوق الرعي. في 9 نيسان عام 1989، قتل الحراس الموريتانية اثنين السنغاليين.
بعد الحادث، اندلعت أعمال شغب في عدة باكل وداكار وغيرها من المدن في السنغال، موجهة ضد الموريتانيين مغاربي أساسا الذين كانوا يهيمنون على تجارة التجزئة المحلية. أعمال الشغب، إضافة إلى التوترات القائمة بالفعل، أدى إلى حملة داخل البلاد من الإرهاب ضد الموريتانيين السود، الذي غالبا ما ينظر إليها على أنها " السنغالي " من قبل Beidanes، بغض النظر عن جنسيتهم. مع استمرار النزاع مع السنغال في 1990-1991، وتشارك الحكومة الموريتانية في الأفعال أو تشجع العنف ومصادرة الممتلكات الموجهة ضد السود. توجت الحرب في النقل الجوي الدولي التي وافقت عليها موريتانيا والسنغال تحت ضغوط دولية لمنع مزيد من العنف. الحكومة الموريتانية طردت عشرات الآلاف من الموريتانيين السود. معظم هؤلاء ما يسمى ب ' السنغالي " ليست لديه علاقات مع السنغال، والعديد لا يزالون يقيمون في مخيمات اللاجئين في مالي والسنغال. ومن غير المعروف العدد الدقيق للمطرودين ولكن تقديرات مفوضية الأمم المتحدة السامية لشؤون اللاجئين (UNHCR) ذلك، اعتبارا من يونيو عام 1991، 52995 لاجئ موريتاني يعيشون في السنغال و13،000 على الأقل في مالي.
من نوفمبر 1990 إلى فبراير 1991، أعدم ما بين 500 و600 فولا والسونينكي السجناء السياسيين أو للتعذيب حتى الموت على يد قوات الحكومة الموريتانية. كانوا بين 3،000 إلى 5،000 السود - في الغالب جنود وموظفي الخدمة المدنية - اعتقلت ما بين أكتوبر 1990 ومنتصف يناير كانون الثاني عام 1991، على أساس تورطهم المزعوم في محاولة لقلب نظام الحكم.
أطلقت الحكومة العسكرية التحقيق ولكن لم تصدر النتائج. من أجل ضمان حصانة المسؤولين ومنع أي محاولات المساءلة عن انتهاكات الماضي، أعلن البرلمان عفو في يونيو 1993 تغطي جميع الجرائم التي يرتكبها القوات المسلحة وقوات الأمن، فضلا عن المدنيين، بين أبريل 1989 وأبريل 1992. عرضت الحكومة تعويضات لعائلات الضحايا، التي قبلت قليلة بدلاً من التسوية. على الرغم من هذا العفو، ونددت بعض الموريتانيين تورط الحكومة في الإعتقالات والقتل.
في أواخر 1980s، وكان ولد الطايع قد قام بتأسيس تعاون وثيق مع العراق، واتبعت خط القوميين العرب بشدة. نمت موريتانيا في عزلة متزايدة على الصعيد الدولي، وازداد التوتر مع الدول الغربية كثيرًا بعد أن اتخذ موقفا الموالي للعراق خلال حرب الخليج عام 1991. خلال منتصف إلى أواخر 1990s، تحولت موريتانيا سياستها الخارجية إلى واحدة من زيادة التعاون مع الولايات المتحدة وأوروبا. كوفئ مع مشاريع التطبيع والمساعدات الدبلوماسية. يوم 28 أكتوبر عام 1999، انضمت موريتانيا مصر وفلسطين، والأردن، حيث أن أعضاء فقط من جامعة الدول العربية إلى الإعتراف رسميا بإسرائيل. بدأ ولد الطايع أيضا التعاون مع الولايات المتحدة في أنشطة مكافحة الإرهاب، وهي سياسة تعرضت لانتقادات من قبل بعض منظمات حقوق الإنسان. ( انظر أيضا العلاقات الخارجية في موريتانيا. )

### انقلاب عسكري أغسطس 2005
في 3 آب 2005، حصل انقلاب عسكري بقيادة العقيد اعلي ولد محمد فال وبذلك انتهت فترة معاوية ولد سيدي أحمد الطايع واحد وعشرين عاماً من الحكم. الاستفادة من حضور الطايع في جنازة العاهل السعودي الملك فهد، الجيش، بما في ذلك أفراد من الحرس الرئاسي، سيطرت على النقاط الرئيسية في العاصمة نواكشوط. وقع الانقلاب دون خسائر في الأرواح. تطلق على نفسها اسم المجلس العسكري للعدالة والديمقراطية، أصدر ضباط البيان التالي:
«قوات الأمن الوطني والقوات المسلحة وقررت بالإجماع وضع حد نهائي للأنشطة القمعية لسلطة النظام البائد، والتي كان شعبنا قد عانى من خلال السنوات الماضية.»
أصدر المجلس العسكري في وقت لاحق بيان آخر تسمية العقيد فال رئيسا ومدير قوة الشرطة الوطنية، في الأمن الوطني. فال يعتبر مرة واحدة كحليف ثابت من الرئيس المخلوع الآن، ساعدوا الطايع في انقلاب الذي جاء به أصلا إلى السلطة، وكان قد خدم في وقت لاحق رئيسا له الأمن. تم إدراج ستة عشر ضباط آخرين كأعضاء في المجلس.
على الرغم من راقب بحذر من قبل المجتمع الدولي، وجاء الانقلاب لتكون مقبولة عموما، مع المجلس العسكري تنظيم انتخابات في غضون وعد جدول زمني لمدة عامين. في استفتاء يوم 26 يونيو 2006، وافق بأغلبية ساحقة الموريتانيين (97 ٪) من الدستور الجديد الذي يحد من مدة إقامة الرئيس في منصبه. زعيم المجلس العسكري، العقيد فال وعد بالالتزام الاستفتاء والتخلي عن السلطة سلميا. كان يحتفظ بها النظام الجديد، على الرغم من انتقادات واسعة من المعارضة - إنشاء موريتانيا علاقات مع إسرائيل - وهي واحدة من ثلاث دول عربية فقط للاعتراف بإسرائيل. واعتبروا أن موقف باعتبارها إرثا من محاولات النظام الطايع لكسب ود الغرب. وأجريت الانتخابات النيابية والبلدية في موريتانيا في 19 نوفمبر تشرين الثاني وديسمبر 3، 2006.

### الانتخابات الرئاسية عام 2007

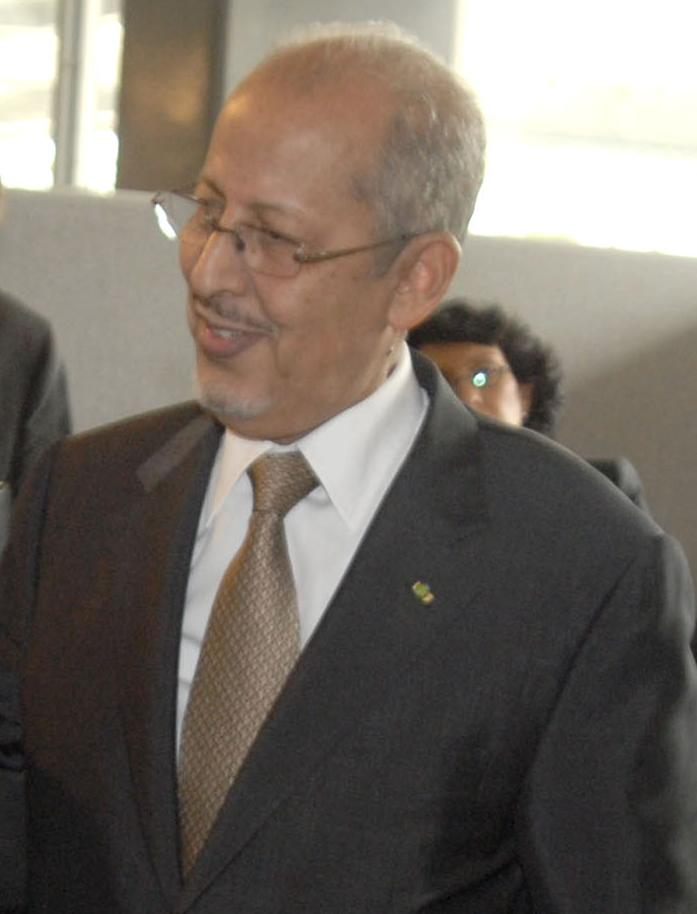
سيدي ولد الشيخ عبد الله

استغرق أول انتخابات رئاسية ديمقراطية كاملة في موريتانيا في 11 مارس 2007. تنفذ الانتخابات نقل النهائي من الحكم العسكري إلى الحكم المدني بعد انقلاب عسكري في عام 2005. كانت هذه هي المرة الأولى منذ حصلت موريتانيا على استقلالها في عام 1960 أنه انتخب رئيسا في انتخابات متعددة المرشحين.
وقد فاز في الانتخابات في الجولة الثانية من التصويت من قبل سيدي ولد الشيخ عبد الله، مع أحمد ولد داداه في المرتبة الثانية.

### 2008 انقلاب عسكري
في 6 آب 2008، تولى رئيس الحرس الرئاسي فوق قصر الرئيس في نواكشوط، بعد يوم استقال 48 من المشرعين من الحزب الحاكم احتجاجا على سياسات الرئيس عبد الله. حاصر الجيش المرافق الحكومية الرئيسية، بما في ذلك بناء التلفزيون الحكومي، بعد أن أطلق الرئيس كبار الضباط، واحد منهم رئيس الحرس الرئاسي. ورئيس الجمهورية ورئيس الوزراء يحيى ولد أحمد الواقف، ومحمد ولد ارزيزيم، وزير الشؤون الداخلية، تم القبض عليه.
كان الانقلاب تنسق من قبل الجنرال محمد ولد عبد العزيز، رئيس الأركان السابق للجيش الموريتاني وقائد الحرس الرئاسي. كان قد تم مؤخرا أطلقت. وقال المتحدث باسم موريتانيا الرئاسية، عبد الله Mamadouba أن الرئيس ورئيس الوزراء، وزير الداخلية اعتقلتهم المنشق كبار ضباط الجيش الموريتاني وكانوا محتجزين تحت الإقامة الجبرية في قصر الرئاسة في العاصمة. في ما يبدو ناجحة وانقلاب غير دموي، وقالت ابنة عبد الله، وأمل منت الشيخ عبد الله: «جاء رجال الأمن من BASEP ( كتيبة الأمن الرئاسي ) إلى بيتنا وأخذوا والدي.» إن مدبري الانقلاب، وشملت كل فصل في مرسوم رئاسي قبل فترة وجيزة عبد العزيز، الجنرال محمد ولد غزواني آل، الجنرال فيليب Swikri، والعميد ( العقيد)، أحمد ولد بكري.

### بعد الانقلاب

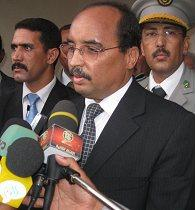
محمد ولد عبد العزيز في مسقط رأسه، أكجوجت، على 15 مارس 2009

النائب الموريتاني محمد المختار، وادعى أن العديد من الناس في البلاد ودعم سيطرة حكومة التي أصبحت «نظام استبدادي» في ظل الرئيس الذي كان قد «همشت أغلبية في البرلمان.» وأيد الانقلاب أيضاً من قبل منافسه عبد الله في انتخابات عام 2007، أحمد ولد داداه. ومع ذلك، تم عزل النظام على الصعيد الدولي عبد العزيز، وأصبحت خاضعة لعقوبات دبلوماسية وإلغاء بعض مشاريع المعونة. وجد عدد قليل من أنصار (من بينها المغرب، ليبيا وإيران)، في حين أن الجزائر انتقد الولايات المتحدة وفرنسا وبلدان أوروبية أخرى، والانقلاب، واستمرت في الإشارة إلى عبد الله بوصفه الرئيس الشرعي لموريتانيا محليًا، ملتئم مجموعة من الأطراف حول عبد الله لمواصلة الاحتجاج على الانقلاب العسكري الذي تسبب في حظر المظاهرات واتخاذ إجراءات صارمة ضد نشطاء المعارضة. تزايد الضغط الدولي والضغط الداخلي القسري في نهاية المطاف إطلاق سراح عبد الله، الذي كان بدلاً من ذلك وضع تحت الإقامة الجبرية في قريته. في مارس 2010، أعلنت وزيرة خارجية موريتانيا منت حمدي ولد مكناس أن موريتانيا قد قطعت علاقاتها مع إسرائيل «بطريقة كاملة ونهائية.»
منذ الانقلاب، أصر عبد العزيز على إجراء انتخابات رئاسية جديدة لتحل محل عبد الله، لكنه اضطر لإعادة جدولة منها بسبب المعارضة الداخلية والدولية. خلال فصل الربيع من عام 2009، المجلس العسكري التفاوض إلى تفاهم مع بعض الشخصيات المعارضة والأطراف الدولية. ونتيجة لذلك استقال عبد الله رسميا تحت الاحتجاج، كما أصبح واضحا أن بعض قوى المعارضة قد انشق منه، ومعظم اللاعبين الدوليين، ولا سيما منها فرنسا والجزائر، واصطف الآن وراء عبد العزيز. واصلت الولايات المتحدة انتقاد الانقلاب، ولكن لا يعارض بنشاط الانتخابات.
استقالة عبد الله سمح انتخاب عبد العزيز رئيسًا المدنيين، في 18 يوليو، بأغلبية 52 ٪. العديد من أنصار عبد الله السابق انتقد هذا بمثابة حيلة سياسية، ورفض الاعتراف بنتائج. وقالوا ان الانتخابات قد زورت بسبب سيطرة المجلس العسكري، وشكا من أن المجتمع الدولي قد خذل المعارضة. على الرغم من الشكاوى هامشية، والانتخابات قبلت بالإجماع تقريباً من قبل الدول الغربية والعربية والأفريقية، والتي رفع العقوبات واستئناف العلاقات مع موريتانيا. في أواخر الصيف، يبدو عبد العزيز قد أمنت موقفه واكتسبت الدعم الدولي والداخلي على نطاق واسع. بعض الشخصيات، مثل رئيس مجلس الشيوخ مسعود ولد بلخير، واصل في رفض النظام الجديد والدعوة لاستقالة محمد ولد عبد العزيز.
في شباط 2011، وانتشار موجات الربيع العربي إلى موريتانيا، حيث خرج مئات الأشخاص إلى شوارع العاصمة.

### الأحزاب
بعد دستور 1990 م الذي فتح المجال لإنشاء الأحزاب السياسية، تشكلت في موريتانيا مجموعة من الأحزاب تمثل الطيف السياسي في البلد حيث يزيد عددها الآن عن العشرين وقد سمحت الإنتخابات البرلمانية الأخيرة بدخول بعض هذه الأحزاب المحسوبة تقليديا على المعارضة قبة البرلمان لأول مرة في تاريخ موريتانيا بعد أن كانت لفترة طويلة حكرا على الحزب الحاكم.
ومن بين أهم الأحزاب الموريتانية:
- الاتحاد من أجل الجمهورية (الحزب الحاكم)
- التحالف الشعبي التقدمي
- التجمع الوطني للإصلاح والتنمية - تواصل -
- اتحاد قوى التقدم
- تكتل القوى الديمقراطية
- حزب الصواب
- حزب عادل

### القوات المسلحة
أنشئ الجيش الموريتاني في 25 نوفمبر 1960 م وهو مسؤول عن الدفاع عن الدولة وحماية حوزتها الترابية وصد الهجمات الخارجية أما في الداخل فهو مسؤول عن ضبط الأمن وحفظ النظام وحراسة مؤسسات الدولة والسهر على تطبيق القانون، ويلعب كذلك دورا كبيرا في سياسة البلد حيث أن ستة رؤساء من أصل ثمانية حكمو موريتانيا جاؤوا من المؤسسة العسكرية، وطبقا للدستور فإن رئيس الجمهورية هو القائد الأعلى للقوات المسلحة، يتكون هذا الجيش من قوات برية وجوية وبحرية.
خاض هذه الجيش لحد الآن حربا واحدة هي حرب الصحراء الغربية وكاد أن يدخل في حرب ثانية مع الجارة الجنوبية السنغال في ما بات يعرف بعد ذلك بأزمة 1989 م.

### العبودية
مقال تفصيلي: الرق في موريتانيا
ينحدر السود الأفارقة في موريتانيا من عدة دول إفريقية وتاريخيا تم استعبادهم وبيعهم من قبل تجار الرق في السنغال ومالي[بحاجة لمصدر]، ألغيت تجارة الرق في عام 1981 وجُرِّم امتلاك العبيد في القانون الموريتاني سنة 2007.
عُدِّل القانون المجرّم للعبودية في 2015 ليجعل الرق جريمة ضد الإنسانية

## الثقافة

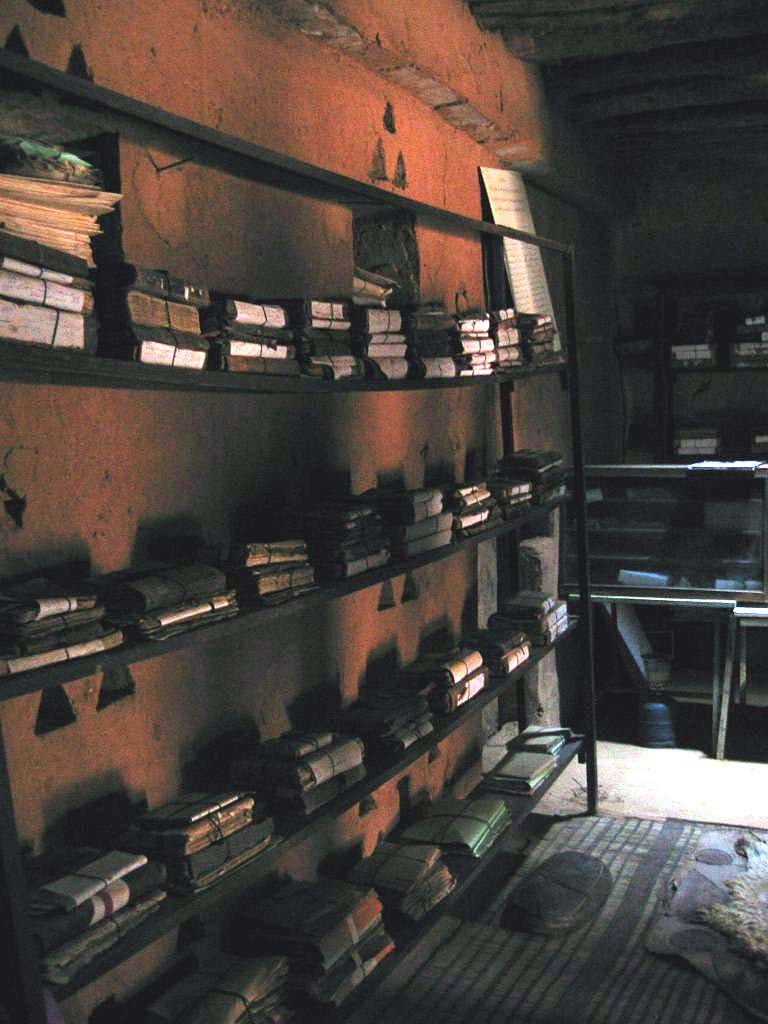
القرآن جمع في مكتبة في شنقيط.

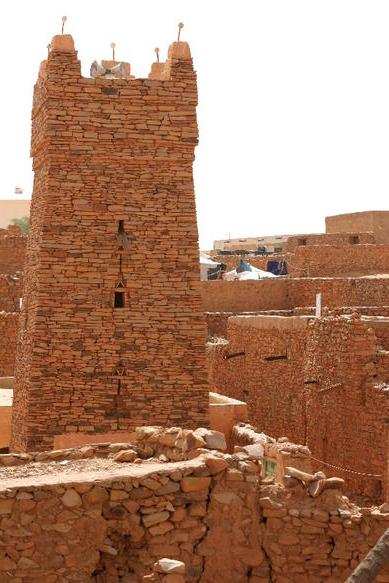
منارة جامع شنقيط أقدم مسجد في موريتانيا.

تصوير لعدة أفلام وثائقية وأفلام حدثت في موريتانيا، بما في ذلك فورت Saganne (1984)، العنصر الخامس (1997)، وكتب تحت الرمال (1997)، والحياة دون الموت (1997)، مجنح الهجرة (2001)، وHerema كونو (2002).
سجل لموريتانيا مواقع ضمن التراث العالمي الإنساني لليونسكو، في الصنف الثقافي والصنف الطبيعي.

### المطبخ

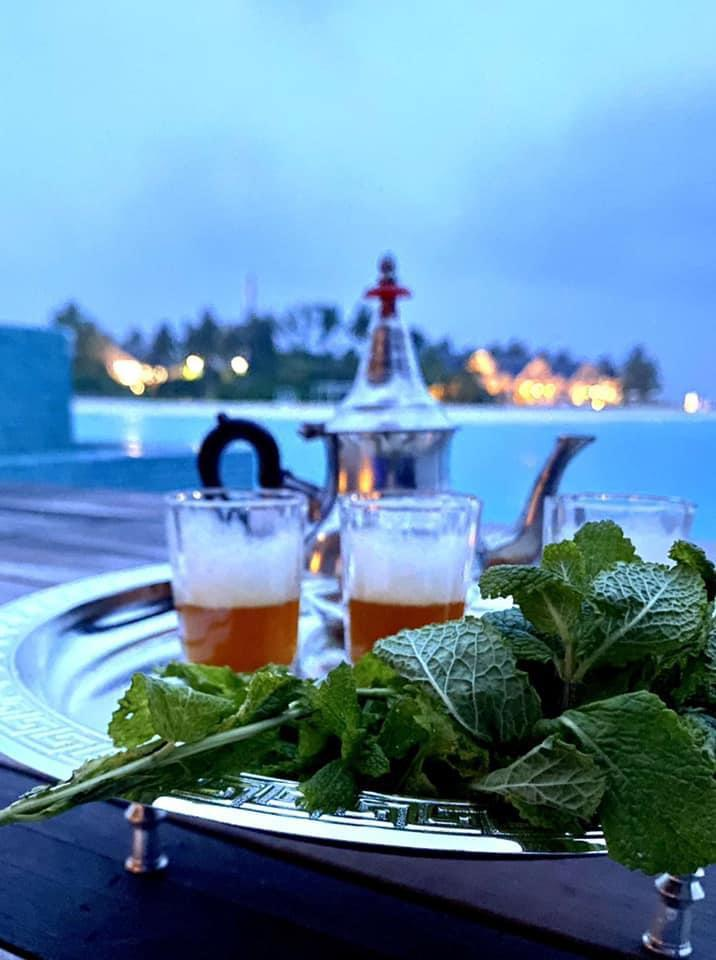
شاي موريتاني.

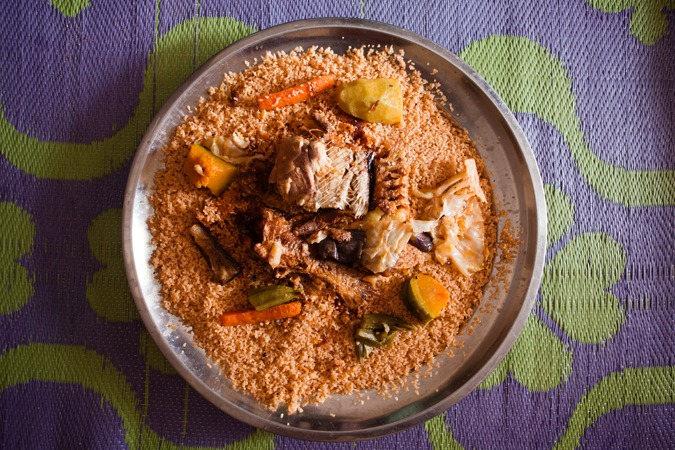
«مارو والحوت» أكلة ساحلية وتعتبر طبق وطني في موريتانيا.

## التعليم
منذ عام 1999، عن التدريس في السنة الأولى من التعليم الابتدائي في الأدب العربي؛ يتم إدخال الفرنسية في السنة الثانية، ويستخدم لتعليم جميع الدورات العلمية. إن استخدام اللغة الإنجليزية واللهجة Weldiya يتزايد [بحاجة لمصدر] ويوجد في جامعة نواكشوط وغيرها من مؤسسات التعليم العالي، ولكن قد درست غالبية المتعلمين تعليما عاليا موريتانيا خارج البلاد. وكان الإنفاق العام على التعليم في 10.1٪ من الإنفاق الحكومي 2000-2007.
احتلت موريتانيا المركز 127 من 132 في مؤشر الابتكار العالمي عام 2023. وتقدمت إلى المركز 126 في مؤشر عام 2024.

## الإعلام
- إعلاميون موريتانيون
- برامج تلفزيونية موريتانية
- الموسيقي الموريتانية
- مذيعون موريتانيون
- سينما موريتانية

## الثقافة
طور صاغة الفضة الطوارق والموريتانيون تقاليد المجوهرات والمصنوعات المعدنية البربرية التقليدية التي كان يرتديها النساء والرجال الموريتانيون. تشير الدراسات التي أجريت على المجوهرات  الطوارقية والموريتانية، أن هذه الأخيرة عادة ما تكون أكثر زخرفة وقد تحمل عناصر هرمية نموذجية.
تم تصوير العديد من الأفلام الوثائقية والأفلام في موريتانيا، منها حصن ساغان (1984)، العنصر الخامس (1997)، الهجرة المجنحة (2001)، وتمبكتو (2014).
ذُكرت موريتانيا في المسلسل التلفزيوني أطلس الأماكن الملعونة (2020)، الذي عرض على قناة ديسكفري وقناة ناشيونال جيوغرافيك كموقع محتمل لمدينة أتلانتس المفقودة. الموقع الذي يعتبرونه عبارة عن تكوين جيولوجي يتكون من سلسلة من حلقات تعرف باسم هيكل الريشات، والذي يقع في الصحراء الغربية.
يعتبر التهيدين جزءًا من التقليد الشفهي المغربي. كما تحتوي مكتبات شنقيط على آلاف المخطوطات من العصور الوسطى.

## الملاحظات
1. ↑  المادة السادسة من الدستور الموريتاني : اللغات الوطنية هي : العربية والبولرية والسونكية والولفية.
اللغة الرسمية هي العربية https://www.cndh.mr/ar/images/stories/Doc/constitution_mauritanie.pdf نسخة محفوظة 2020-09-23 على موقع واي باك مشين.
2. ↑  https://www.cndh.mr/ar/images/stories/Doc/constitution_mauritanie.pdfالمادة السادسة من الدستور الموريتاني: اللغات الوطنية هي : العربية والبولرية والسونكية والولفية.
اللغة الرسمية هي العربية نسخة محفوظة 2020-09-23 على موقع واي باك مشين.
3. 1 2  "الصفحة الرئيسية". الوكالة الوطنية للإحصاء. 17 أغسطس 2021. مؤرشف من الأصل في 2023-10-16. اطلع عليه بتاريخ 2024-01-21.
4. ↑  "موريتانيا: قراءة في نتائج تعداد السكان والمساكن 2013". موريتانيا اليوم. 9 أغسطس 2014. مؤرشف من الأصل في 2022-06-27. اطلع عليه بتاريخ 2024-01-21.
5. 1 2 3 4  . قاعدة بيانات البنك الدولي. {{استشهاد ويب}}: الوسيط |title= غير موجود أو فارغ (من ويكي بيانات) (مساعدة) والوسيط |مسار= غير موجود أو فارع (مساعدة)
6. ↑  "Demographic and socio-economic" [en]. مؤرشف من الأصل في 2019-08-29. اطلع عليه بتاريخ 2019-12-24.
7. ↑  "رئيس الجمعية الوطنية: أتعهد ببذل ما في وسعي ليمارس البرلمان الموريتاني صلاحياته الدستورية على قاعدة الولاء المطلق للجمهورية واحترام مبدأ الفصل بين السلطات". الوكالة الموريتانية للأنباء. مؤرشف من الأصل في 2019-05-18. اطلع عليه بتاريخ 2019-12-12.
8. ↑  "List of Member States" [en]. مؤرشف من الأصل في 2019-11-13. اطلع عليه بتاريخ 2019-05-04.
9. ↑  "List of UNESCO Member States / United Nations Educational, Scientific and Cultural Organization" [en]. مؤرشف من الأصل في 2019-06-14. اطلع عليه بتاريخ 2019-12-24.
10. ↑  "Member States / OPCW" [en]. منظمة حظر الأسلحة الكيميائية. مؤرشف من الأصل في 2018-09-29. اطلع عليه بتاريخ 2017-12-07.
11. ↑  "Universal Postal Union – Member countries" [en]. مؤرشف من الأصل في 2019-12-09. اطلع عليه بتاريخ 2019-05-04.
12. ↑  "INTERPOL member countries" [en]. منظمة الشرطة الجنائية الدولية. مؤرشف من الأصل في 2019-02-22. اطلع عليه بتاريخ 2017-12-07.
13. ↑  د
14. ↑  "GDP, PPP (current international $) / Data" [en]. قاعدة بيانات البنك الدولي. البنك الدولي. مؤرشف من الأصل في 2019-12-10. اطلع عليه بتاريخ 2019-06-08.
15. 1 2  "Mauritania". International Monetary Fund. مؤرشف من الأصل في 2020-05-22. اطلع عليه بتاريخ 2020-06-07.
16. ↑  "إجمالي الناتج المحلي (القيمة الحالية بالدولار الأمريكي) - Mauritania / Data". مؤرشف من الأصل في 2022-09-28. اطلع عليه بتاريخ 2022-09-24.
17. ↑   https://web.archive.org/web/20190404033335/https://www.imf.org/external/datamapper/NGDP_RPCH@WEO?year=2016. مؤرشف من الأصل في 2019-04-04. {{استشهاد ويب}}: الوسيط |title= غير موجود أو فارغ (مساعدة)
18. ↑  "Total reserves (includes gold, current US$) / Data" [en]. قاعدة بيانات البنك الدولي. البنك الدولي. مؤرشف من الأصل في 2019-07-27. اطلع عليه بتاريخ 2019-05-01.
19. ↑  "Gini Index". World Bank. مؤرشف من الأصل في 2019-11-29. اطلع عليه بتاريخ 2011-03-02.
20. ↑  "تقرير التنمية البشرية 2016 تنمية للجميع" (PDF). برنامج الأمم المتحدة الإنمائي. مؤرشف من الأصل (PDF) في 2017-07-10. اطلع عليه بتاريخ 2017-10-23.
21. ↑  "Unemployment, total (% of total labor force) (modeled ILO estimate) / Data" [en]. مؤرشف من الأصل في 2019-11-29. اطلع عليه بتاريخ 2020-02-02.
22. ↑  "ISO 4217 Amendment Number 165". مؤرشف من الأصل في 2019-06-04. اطلع عليه بتاريخ 2017-01-13.
23. ↑   https://web.archive.org/web/20190404033339/https://www.imf.org/external/datamapper/PCPIEPCH@WEO?year=2016. مؤرشف من الأصل في 2019-04-04. {{استشهاد ويب}}: الوسيط |title= غير موجود أو فارغ (مساعدة)
24. ↑  الوكالة الموريتانية للأنباء نسخة محفوظة 25 أكتوبر 2017 على موقع واي باك مشين.
25. ↑  tjohnson (14 Nov 2017). "Country of the Week: Mauritania". Young African Leaders Initiative (بالإنجليزية الأمريكية). Archived from the original on 2023-09-01. Retrieved 2023-09-01.
26. ↑  Diagana، Kissima (23 يونيو 2019). "Ruling party candidate declared winner of Mauritania election". رويترز. مؤرشف من الأصل في 2022-06-27. اطلع عليه بتاريخ 2021-03-06.
27. ↑  "First peaceful transfer of power in Mauritania's presidential polls". RFI (بالإنجليزية). 22 Jun 2019. Archived from the original on 2022-04-09. Retrieved 2021-07-27.
28. 1 2  "Mauritania - The World Factbook". www.cia.gov. مؤرشف من الأصل في 2021-05-06. اطلع عليه بتاريخ 2021-07-27.
29. ↑  "Global Slavery Index country data – Mauritania". Global Slavery Index. مؤرشف من الأصل في 2014-10-23. اطلع عليه بتاريخ 2020-06-26.
30. ↑  "Activists warn over slavery as Mauritania joins U.N. human rights council". reuters.com. 27 فبراير 2020. مؤرشف من الأصل في 2023-09-07. اطلع عليه بتاريخ 2020-06-26.
31. ↑  "Mauritania". United States Department of State (بالإنجليزية الأمريكية). Archived from the original on 2024-01-14. Retrieved 2023-12-18.
32. ↑  "الشيخ سيدي أحمد البكاي في ولاته - أقــــلام حرة نسخة محفوظة 14 فبراير 2018 على موقع واي باك مشين.
33. ↑  كتاب حياة موريتانيا –– المختار ولد حامد
34. ↑  كتاب موسوعة موريتانيا –المختار ولد حامد–
35. ↑  البلدان لأبي عبد الله أحمد بن محمد بن إسحاق الهمداني المعروف بابن الفقيه (ت 365) المحقق: يوسف الهادي، عالم الكتب، بيروت الطبعة: الأولى، 1416 هـ - 1996 م، صص: 120، 121
36. ↑  موريتانيا في عمقيها العربي والأفريقي نسخة محفوظة 23 ديسمبر 2011 على موقع واي باك مشين.
37. ↑  كتاب : تاريخ موريتانيا ص 23 حماه الله ولد السالم
38. ↑  تاريخ موريتانيا من البداية وإلى غاية الإستقلال نسخة محفوظة 29 أغسطس 2017 على موقع واي باك مشين.
39. ↑  Al- Hakawati نسخة محفوظة 12 سبتمبر 2018 على موقع واي باك مشين.
40. ↑  أسباب غياب المسألة الأمازيغية عن موريتانيا نسخة محفوظة 01 مارس 2018 على موقع واي باك مشين.
41. ↑  كتاب :قلائد الجمان في التعريف بقبائل عرب الزمان للقلقشندي https://www.saadsowayan.com/articles/Tribal/t71.pdf ص. 92 نسخة محفوظة 2017-08-22 على موقع واي باك مشين.
42. ↑  تساؤل عن بقايا صنهاجه بموريتانيا - الصفحة 4 -..ٌ::ٌ:: النسابون العرب ::ٌ::ٌ نسخة محفوظة 14 فبراير 2018 على موقع واي باك مشين.
43. ↑  كتاب : موريتانيا عبر العصور.ص 109 —إسلم ولد محمد الهادي—
44. ↑  حياة موريتانيا.ص 313 – المختار ولد حامد –
45. ↑  التيار الفقهي المرابطي ومدى تأثيره على الفكر والأدب دعوة الحق العددان 156 و157 نسخة محفوظة 14 أبريل 2020 على موقع واي باك مشين.
46. ↑  Extract from Encyclopedia Universalis on Almoravids. نسخة محفوظة 30 ديسمبر 2009 على موقع واي باك مشين.
47. ↑  "إقامة نصب تذكارى بساحة مؤتمر ألاك الشهير - الأخبار: أول وكالة أنباء موريتانية مستقلة | news - الأخبار". web.archive.org. 2 ديسمبر 2016. مؤرشف من الأصل في 2016-12-02. اطلع عليه بتاريخ 2024-03-10. {{استشهاد ويب}}: الوسيط |تاريخ أرشيف= و|تاريخ-الأرشيف= تكرر أكثر من مرة (مساعدة) والوسيط |مسار أرشيف= و|مسار-الأرشيف= تكرر أكثر من مرة (مساعدة)
48. ↑  رحيل ولد الطايع...وماذا بعد؟! نسخة محفوظة 13 سبتمبر 2018 على موقع واي باك مشين.
49. ↑  مقابلة خاصة: مع الرئيس المخلوع معاوية ولد الطائع نسخة محفوظة 05 مارس 2016 على موقع واي باك مشين.
50. ↑  BBCArabic.com | الشرق الأوسط | موريتانيا: مظاهرة تاييد للانقلاب العسكري نسخة محفوظة 15 ديسمبر 2017 على موقع واي باك مشين.
51. ↑  "مرحبا بكم في الموقع الرسمي للجمهورية الإسلامية الموريتانية". مؤرشف من الأصل في 2013-09-14.
52. ↑  Peaks Metals & Mining Technology نسخة محفوظة 02 ديسمبر 2016 على موقع واي باك مشين.
53. ↑  "Impact" craters of Mauritania نسخة محفوظة 03 مارس 2017 على موقع واي باك مشين.
54. ↑  ":: OMRG Web Site ::". مؤرشف من الأصل في 2014-02-01.
55. ↑  السلطة الرابعة Le quatrième pouvoir: إنخل ببتيور نقلا عن صفحة إكس ول إكس إكَركَ نسخة محفوظة 14 فبراير 2018 على موقع واي باك مشين.
56. ↑  Mauritania junta promises free elections. thestar.com (7 August 2008). نسخة محفوظة 28 ديسمبر 2016 على موقع واي باك مشين.
57. ↑  "Taoudeni Basin Overview". Baraka Petroleum. مؤرشف من الأصل في 2009-02-24. اطلع عليه بتاريخ 2009-03-14.
58. ↑  maurinews.net - This website is for sale! - maurinews Resources and Information نسخة محفوظة 24 مارس 2014 على موقع واي باك مشين.
59. ↑  الثروة المعدنية في موريتانيا
60. ↑  الزراعة في موريتانيا
61. ↑  "التعداد العام للسكان والمساكن لعام 2013 «١»" (PDF). مكتب الإحصاءات الوطنية. 2013. مؤرشف (PDF) من الأصل في 2024-02-21. اطلع عليه بتاريخ 2024-01-24.
62. ↑  "موريتانيا: قراءة في نتائج تعداد السكان والمساكن 2013". موريتانيا اليوم (بa). 9 Aug 2014. Archived from the original on 2024-02-21. Retrieved 2024-01-24.{{استشهاد ويب}}:  صيانة الاستشهاد: لغة غير مدعومة (link)
63. ↑  "People-in-Country Profile, "Serer of Mauritania" – Joshua project". مؤرشف من الأصل في 2013-11-04. اطلع عليه بتاريخ 2012-03-25.
64. 1 2
65. 1 2 3 4 5  "Human Development Report 2009 – Mauritania". Hdrstats.undp.org. مؤرشف من الأصل في 2013-10-12. اطلع عليه بتاريخ 2010-07-04.
66. ↑  "Mauritania struggles with love of fat women". MSNBC. 16 أبريل 2007. مؤرشف من الأصل في 2013-01-17. اطلع عليه بتاريخ 2012-09-05.
67. ↑  Gould, Wendy Rose (18 يناير 2011). "Female Genital Mutilation Banned By Islamic Leaders in Mauritania". news.yahoo.com. مؤرشف من الأصل في 2011-01-22.
68. ↑  Ordonnance 9
69. ↑  Mauritania's Campaign of Terror, pp. 42, 60
70. ↑  Amnesty International Report 1990, London, Amnesty International Publications, 1990
71. ↑  "Mauritanie 1945–1990 ou l'État face à la Nation," Pierre Robert Baduel, Revue du monde musulman et de la Méditerranée, 1989, Volume 54, pp. 11–52.
72. 1 2  Mahamadou Sy, "L'enfer de Inal" (2000). Mauritanie, l'horreur des camps, ed. L'Harmattan, Paris. نسخة محفوظة 22 فبراير 2014 على موقع واي باك مشين.
73. ↑  Inventory of Conflict and Environment (ICE), Template..american.edu. Retrieved 20 March 2012.نسخة محفوظة 03 يناير 2017 على موقع واي باك مشين.
74. ↑  Garba Diallo (1993). "Mauritania, a new Apartheid?" bankie.info نسخة محفوظة 28 ديسمبر 2016 على موقع واي باك مشين.
75. ↑  Mireille Duteil, "Chronique mauritanienne," Annuaire de l'Afrique du Nord, Tome XXVIII, 1989, Editions du CNRS
76. ↑  Mauritania's campaign of terror, p. 27
77. ↑  Amnesty International, in its 5 April 1991 press release, claims that 3,000 were arrested. The U.S. Department of State, in its annual Country Reports on Human Rights Practices for 1991, states that there were "possibly as many as 3,000" arrests. Some Mauritanian exiles believe that the number was as high as 5,000
78. 1 2  U.S. Department of State Country Report on Human Rights Practices 1993 – Mauritania, 30 January 1994 نسخة محفوظة 15 مايو 2020 على موقع واي باك مشين.
79. ↑  United States Department of State, U.S. Department of State Country Report on Human Rights Practices 1993 Mauritania, 30 January 1994
80. ↑  "Report on the Situation of Refugees in Mauritania:Findings of a three week exploratory study October - November 2002" (PDF). Channe Lindstrom. مؤرشف من الأصل (PDF) في 2021-11-29.
81. ↑  Mauritania's campaign of terror, p. 87
82. ↑  "Crackdown courts U.S. approval". CNN. 24 نوفمبر 2003. مؤرشف من الأصل في 2008-04-07. اطلع عليه بتاريخ 2008-08-06.
83. ↑  "MAURITANIA: New wave of arrests presented as crackdown on Islamic extremists". IRIN Africa. 12 مايو 2005. مؤرشف من الأصل في 2006-11-29. اطلع عليه بتاريخ 2008-08-06.
84. ↑  "Mauritania officers 'seize power'". BBC News. 4 أغسطس 2005. مؤرشف من الأصل في 2018-08-04. اطلع عليه بتاريخ 2008-08-06.
85. ↑  "Mauritania vote 'free and fair'". BBC News. 12 مارس 2007. مؤرشف من الأصل في 2018-08-13. اطلع عليه بتاريخ 2008-08-06.
86. ↑  "Tehran Times: 48 lawmakers resign from ruling party in Mauritania". Tehran Times. 6 أغسطس 2008. مؤرشف من الأصل في 2008-12-06.
87. ↑  "Coup in Mauritania as president, PM arrested". Google. AFP. 6 أغسطس 2008. مؤرشف من الأصل في 2008-08-09. اطلع عليه بتاريخ 2010-07-04.
88. ↑  "Troops stage 'coup' in Mauritania". BBC News. 6 أغسطس 2008. مؤرشف من الأصل في 2018-08-19. اطلع عليه بتاريخ 2010-07-04.
89. ↑  Coup under way in Mauritania: president's office. ap.google.com نسخة محفوظة 28 ديسمبر 2016 على موقع واي باك مشين.
90. ↑  McElroy، Damien (6 أغسطس 2008). "telegraph.co.uk,Mauritania president under house arrest as army stages coup". The Daily Telegraph. UK. مؤرشف من الأصل في 2018-06-23. اطلع عليه بتاريخ 2010-07-04.
91. ↑  Vinsinfo. "themedialine.org, Generals Seize Power in Mauritanian Coup". Themedialine.org. مؤرشف من الأصل في 2013-11-03. اطلع عليه بتاريخ 2010-07-04.
92. ↑  Ahmed Mohamed Renegade army officers stage coup in Mauritania. ap.google.com (6 August 2008) نسخة محفوظة 28 ديسمبر 2016 على موقع واي باك مشين.
93. ↑  "Mauritania Affirms Break with Israel". Voice of America News. 21 مارس 2010. مؤرشف من الأصل في 2012-01-04. اطلع عليه بتاريخ 2010-07-04.
94. ↑  Richard Adams (25 فبراير 2011). "Libya's turmoil". The Guardian. London. مؤرشف من الأصل في 2012-09-14.
95. ↑  "لمحة تاريخية عن تأسيس القوات المسلحة الوطنية". وكالة الأنباء الموريتانية. 25 نوفمبر 2011. مؤرشف من الأصل في 2017-10-22. اطلع عليه بتاريخ 2017-10-22.
96. ↑  ملاحظات حول المعالجة التشريعية لجريمة الاستعباد.. في موريتانيا/ -قراءة في مشروع تعديل القانون رقم:487 المتعلق بجريمة الاستعباد- | ميادين نسخة محفوظة 26 أكتوبر 2017 على موقع واي باك مشين.
97. ↑  موريتانيا تعتبر الاسترقاق جريمة ضد الإنسانية نسخة محفوظة 28 نوفمبر 2018 على موقع واي باك مشين.
98. ↑  "Education system in Mauritania". Bibl.u-szeged.hu. مؤرشف من الأصل في 2017-06-11. اطلع عليه بتاريخ 2010-07-04.
99. ↑  WIPO. "Global Innovation Index 2023, 15th Edition". www.wipo.int (بالإنجليزية). DOI:10.34667/tind.46596. Archived from the original on 2024-02-23. Retrieved 2023-10-29.
100. ↑  المنظمة العالمية للملكية الفكرية (2024). "Global Innovation Index 2024. Unlocking the Promise of Social Entrepreneurship". www.wipo.int. Geneva. ص. 18. DOI:10.34667/tind.50062. ISBN:978-92-805-3681-2. مؤرشف من الأصل في 2024-10-08. اطلع عليه بتاريخ 2024-10-01.
101. ↑  "التعداد العام للسكان والمساكن لعام 2013 «١»" (PDF). مكتب الإحصاءات الوطنية. 2013. اطلع عليه بتاريخ 2024-01-26.
102. ↑  Liu، Robert K. (1 يناير 2018). "Tuareg Amulets and Crosses. Saharn/Sahelian Innovation and Aesthetics". Ornament Magazine. مؤرشف من الأصل في 2024-03-10.
103. ↑  "UNESCO - Moorish epic T'heydinn". ich.unesco.org (بالإنجليزية). Archived from the original on 2020-05-26. Retrieved 2020-01-11.
104. ↑  "Mauritanian manuscripts preserved through digital technology". www.efe.com (بالإنجليزية). Archived from the original on 2020-01-11. Retrieved 2020-01-11.
105. ↑  Mandraud, Isabelle (27 Jul 2010). "Mauritania's hidden manuscripts". The Guardian (بالإنجليزية البريطانية). ISSN:0261-3077. Archived from the original on 2020-05-10. Retrieved 2020-01-11.
106. ↑  "The Libraries of Chinguetti". Atlas Obscura (بالإنجليزية). Archived from the original on 2018-07-26. Retrieved 2020-01-11.

- د. محمد سالم إديدبي: كتاب السياسة أو الإشارة في تدبير الإمارة للإمام الحضرمي، نحقيق وترجممة إلى الفرنسية، نشر غيتنير، باريس، 2011، (ISBN 978-2-7053-3851-0).
- د. محمد سالم إديدبي: موريتانياـ ثراء أمة، المنار، نواكشوط، 2011.

## مزيد من القراءة
- Foster، Noel (2010). Mauritania: The Struggle for Democracy. Lynne Rienner Publishers. ISBN:978-1935049302.
- Hudson، Peter (1991). Travels in Mauritania. Flamingo. ISBN:978-0006543589.
- Murphy، Joseph E (1998). Mauritania in Photographs. Crossgar Press. ISBN:978-1892277046.
- Pazzanita، Anthony G (2008). Historical Dictionary of Mauritania. Scarecrow Press. ISBN:978-0810855960.
- Ruf، Urs (2001). Ending Slavery: Hierarchy, Dependency and Gender in Central Mauritania. Transcript Verlag. ISBN:978-3933127495.
- Sene، Sidi (2011). The Ignored Cries of Pain and Injustice from Mauritania. Trafford Publishing. ISBN:978-1426971617.

## وصلات خارجية
- موقع موريتانيا الرسمي
- موريتانيا.. المرأة قمر الصحراء استطلاع مصور من مجلة العربي.
- (بالعربية) République Islamique de Mauritanie (official government site).
- (بالفرنسية) République Islamique de Mauritanie (official government site).
- Mauritania  على كتاب حقائق العالم
- موريتانيا - GovPubs, جامعة كولورادو بولدر
- موريتانيا على مشروع الدليل المفتوح
- Mauritania profile from the بي بي سي نيوز.
- أطلس ويكيميديا حول Mauritania
- Forecasts for Mauritania Development